# 鋼之鍊金術師角色列表
以下是在原作漫畫、動畫版第1作《鋼之鍊金術師》及第2作《鋼之鍊金術師BROTHERHOOD》中登場角色介紹。
但是，部分角色的內容可能只根據動畫版第1作《鋼之鍊金術師》為基礎編寫。由於動畫版第1作與其餘的差異較大，而在翻譯方面也有差異，部分內容需要自行查證。

## 主要角色

### 愛德華·艾力克
本作品第一男主角。

### 阿爾馮斯·艾力克
本作品第二男主角。

### 溫莉·洛克貝爾
本作品女主角。

### 泉·卡迪斯
泉·卡迪斯（Izumi Curtis）
- 聲優：津田匠子；黃鳳英（港）

愛德和阿爾的師父，胸前有「榮耀之蛇」圖樣，經常穿著木製拖鞋。格鬥能力高強，師承隱居北方之格鬥家。與丈夫席古·卡迪斯（Sig Curtis）在達布里斯經營肉舖，經常稱呼自己為「家庭主婦」。
為復活夭折的孩子，曾進行人體鍊成，因此失去了包括子宮在內的部分內臟，不時吐血，並且失去了生育能力（因為想再次擁抱孩子，所以被「真理」帶走了生育孩子的子宮）。與丈夫旅行途經利塞布尔時幫助遏止洪水，並收了艾力克兄弟二人為徒，對二人非常嚴厲，而且不滿愛德出任國家鍊金術師，但亦十分關心與寶貝他們，其後把兄弟逐出師門，方便與二人平等相待。因為見過真理，不用鍊成陣便可進行鍊成。體術出色，即使不使用鍊金術都能夠以一敵百。
漫畫及動畫第二作設定：
二十年前為了學習鍊金術前往北方，但因為格鬥家與鍊金術師是雙胞胎兄弟，且年事已高又重聽，誤以為她要學武功，反而誤打誤撞，在布里克斯山嚴格鍛鍊了一個月，練就一身高強功夫，還造成布里克斯山一則恐怖傳說，格鬥家師父則被她痛扁了一頓。在下山送熊屍到格鬥家師父處證明自己能力時邂逅席古並一見鍾情，婚後二人感情非常恩愛。之後二人便回到故鄉經營肉店。
進行人體鍊成的地點沒有表明。當艾力克兄弟探查第五研究所後南下找自己時，把他們打了一頓；但得悉他們也試過人體鍊成後除了罵以外亦溫柔擁抱二人，之後雙方以朋友身分取代師徒關係。被愛德告知鍊出來的不是自己母親後，也檢查並確認了自己當年鍊出的東西根本不會是兒子，因而釋懷。在旅行逃避軍方搜捕途中受霍恩海姆幫助，清理腹部改善血液循環。之後跟丈夫到北方會合布里古茲軍計劃行動。
於「約定之日」跟隨北方軍攻入中央司令部，協助阿姆斯壯姊弟消滅斯洛烏斯，旋即被父親大人拉走作為人柱；之後配合霍恩海姆等人與他對抗。事情結束後與丈夫回到家中，繼續經營肉店。
動畫第一作設定
在無人島（愛德和艾爾小時候修行的小島）上進行人體鍊成。老師是但丁。第23集夫婦二人為尋找艾力克兄弟，與雲尼同步抵達中央市車站。第26集來到醫院向羅斯等人打聽二人下落，之後在拉修山谷把二人綁回達布里斯。得悉二人曾嘗試鍊成母親後把二人痛打一頓後擁抱二人。在約克島上接回拉斯，並多次捨身阻止軍部和艾力克兄弟傷害他，拉斯失踪後讓兄弟二人見但丁為自己取藥，在愛德追尋擄走艾爾的格利特後，循但丁提供的線索到達「惡魔之巢」，與愛德一同對抗格利特但因吐血而不敵，最後在格利特逃離巢穴後，與丈夫、愛德一同避開軍隊監視逃走。
泉在愛德被通緝後與他見面計劃行動，並在愛德消滅斯烏洛斯後現身兵工廠，阻止拉斯殺死愛德。之後與愛德闖入中央司令部欲對付大總統，以救回艾爾，但被亞伽上校所阻，只得先掩護愛德和托林卡姆兄弟離開，再由羅斯和普罗修率兵救出撤退。
結局時帶著回復十歲形體和記憶的艾爾回到達布里斯，繼續指導艾爾鍊金術。
在劇場版中（兩年代後）已過世，後來拉斯為了讓艾爾打開「門」，自願與暴走的桂杜尼一同成為通行費，在「門」內重遇泉的靈魂，終於母親懷抱裡。

### 馮·霍恩海姆
馮·霍恩海姆（Van Hohenheim）
- 聲優：江原正士 / 石塚運昇（青年時代 - 浪川大輔）

是《鋼之鍊金術師》的其中一位人物。
名字源於真實人物、毒理學之父帕拉塞爾蘇斯（Paracelsus）的父姓「馮·霍恩海姆」（von Hohenheim）。
共同的設定
愛德和艾爾的父親。
第二作動畫和漫畫原設定　配音－潘文柏（港）；魏伯勤（臺）
出生於因過度發展鍊金術而滅亡的克塞爾克塞斯（現存遺址），是鍊金術師實驗室中的「23號」奴隸，沒有姓名，由主人抽取其血液，在燒瓶中做出擁有一切學問的「人」。「燒瓶裡的小人」為報答他以血液使自己出生，便替他取名「馮·霍恩海姆」，同時教他鍊金術和識字，使他成為主人的助手。之後「燒瓶裡的小人」指導追求長生不老的國王畫出國土鍊成陣，藉此將全國人民鍊成賢者之石，導致克塞爾克塞斯一夜滅亡，只有成了賢者之石的霍恩海姆和「燒瓶裡的小人」存活，體內各帶有半數國民靈魂（因為霍恩海姆想讓國家更繁榮，所以被真理帶走了整個國家），因此毋須畫出鍊成陣或合掌就可使用鍊金術。「燒瓶裡的小人」則因為霍恩海姆的血液供應而擁有與之相同的外貌。
霍恩海姆在其後數百年間不斷跟身體裡眾多的靈魂溝通。向東流亡時，在沙漠被新國商旅救回並把鍊金術傳至當地，成為鍊丹術的基礎（自己成為新國傳說中的「西方賢者」）。及後又西行到達利塞布尔，在那裡經比拿可介紹認識了特蕾莎，婚後生下愛力克兄弟，與妻兒相處多時而感受到一直渴望的家庭溫暖，並希望與妻子白頭到老。在得悉「燒瓶裡的小人」的企圖後，為了阻止他被迫離開家人重新上路。流浪途中暗中支援愛力克兄弟等人的行動。
在首次重遇愛德華時暗示他去發掘人體鍊成的遺骸，從而發現所鍊成的並非母親；之後又為伊茲米·卡迪斯療傷。一直得不到愛德華的諒解，直到愛德見他聽罷愛妻遺言後傷心流淚才有所改觀。「約定之日」臨近，他協助其他人困住普萊德，之後一起攻進中央，成為人柱之一；在關鍵時刻聯合散布國內的克塞爾克塞斯國民靈魂，拯救了亞美斯多利斯全體國民，亦阻止「燒瓶裡的小人」奪取神。之後為保護愛德和伊茲米·卡迪斯，捨身防禦「燒瓶裡的小人」的殺著而受重傷。
在打倒「燒瓶裡的小人」後，其肉體已接近崩壞，體內賢者之石也已消耗至只剩一人份量。原本想以自己的生命讓愛德進行人體鍊成帶回阿爾但被拒絕，以免破壞兄弟不用賢者之石來恢復身體的約定，對愛德終於叫他一聲爸爸（「笨蛋爸爸」）感到欣喜。在阿爾恢復身體後獨自回到利塞布爾，平靜的坐在亡妻墳前含笑而逝，最後葬在妻子的墓旁。
第一作動畫的設定　配音－潘文柏（港）
被稱為「光之霍恩海姆」。四百年前與但丁為情人，二人致力研究鍊金術，並以大量黑死病人成功鍊製出賢者之石，然而鍊成之反作用力重創霍恩海姆令其瀕死。但丁以賢者之石把霍恩海姆靈魂緊急轉移到現場一位男僕身上。其後與但丁誕下一子，但該兒子後來身中水銀毒而死。霍恩海姆以人體鍊成試圖復活兒子但失敗，只造出無靈魂的人造人，即「嫉妒」（Envy，又譯「恩維」）。
霍恩海姆後來得知靈魂會隨著反覆轉移而出現劣化，逐漸無法支撐，肉體會開始腐化，最終生命完全消逝，因此要以香水掩蓋身上的腐臭。眼見情人為延續生命及轉移至美麗肉體，瘋狂地追求更多賢者之石，終於明白即使擁有賢者之石也無法使人永生，於是選擇離開但丁。多年後遇上朵莉夏並愛上她，誕下艾力克兩兄弟。因不希望讓妻子看見逐漸腐爛的身體而離開她。
在第43話登場，於利正布爾重遇逃避通緝的艾力克兄弟，並分別告知馬斯丹和艾爾關於人造人和賢者之石的情報。因為從兄弟口中推測但丁佔據萊拉身體欺騙二人，不辭而別到中央市勸但丁放過兒子，卻因為見到人造人斯烏洛斯，勾起對妻子的回憶而失手被制服，並被但丁以羅賽孩子身上的鍊成陣趕到「門」的另一邊、以「發達的機械科技」取代鍊金術的現實世界（一戰時的倫敦），之後重遇靈魂和精神穿越而來的愛德。由於自己的靈魂、精神和肉體一併穿過了「門」而無法重返鍊金術世界，只能以普通人之身在現實世界存活。
最後與回到鍊金術世界鍊回艾爾後，僅靈魂穿過「門」的愛德在現實世界定居，在1921年的慕尼黑大學參與了豪斯霍弗爾主持的「杜利協會」的超自然現象研究。
在劇場版中為了讓愛德回去，協助「杜利協會」進行傳送到鍊金術世界的研究，並讓變成龍頭蛇身巨獸的安比咬死自己，與安比一同成為打開「門」的材料。

### 父親大人（燒瓶裡的小人）
父親大人（英語：Father）
- 聲優：家弓家正/大塚明夫

原為「燒瓶裡的小人」（港譯「試管裡的小人」），在漫畫及動畫第二作中登場，藉著馮·霍恩海姆的血液製造出來。本體是只有口和單眼的一團黑球；在獲得賢者之石後外表與霍恩海姆一模一樣。指揮並支配人造人的幕後黑手，是故事中大部分悲劇的真正源頭。。
原本是真理之門內中「真理」實體的一小部分，由遠古克塞爾克塞斯的鍊金術師抽取奴隸「23號」（馮·霍恩海姆）的血液做實驗，在燒瓶中被造出來，擁有一切學問，但不知道自己如何誕生。後來克塞爾克塞斯國王向他求問長生不老的方法，他便教國王在全國範圍挖掘鍊成陣，並在五個地方進行大屠殺以畫下「血之紋章」；實際上是計劃以全國國民生命為代價，把自己和霍恩海姆一起鍊成具人類外貌的賢者之石，藉此脫離燒瓶。憑著霍恩海姆的血液訊息獲得與他相同的外表，二人體內各有半數克塞爾克塞斯國民靈魂。
因為以「人」為基本出世，並不滿足於離開燒瓶，反而為了得到廣闊世界的自由，希望「讓神墜落」使自己成為「完全的存在」。為此將自己七宗罪的性格（淫欲、貪婪、懶惰、饕餮、嫉妒、憤怒、驕傲）分離製成人造人，使自己變成沒有感情的存在。由於他是人造人的製造者，故能殺死或封印他們（例如以極高溫燃燒古利德，還原成靈魂與賢者之石的聚集體），又能徒手拿出並吸收人造人體內的賢者之石，還能保留人造人的記憶。
把人類視為弱小的低等生物，認為自己與人類的差別就如人類與蟲一樣，所以不惜以大量人命作代價達到目的。為此他到沙漠的西邊傳授鍊金術（成為傳說中的「東方賢者」），建立亞美斯多利斯國並成為該國的地下操控者「父親大人」。數百年間透過支配統治者開疆拓土，做出更大的國土鍊成陣，又在陣中各交點上製造殺戮，以畫下「血之紋章」及製成賢者之石，企圖在「約定之日」日全食的一刻發動陣式打開真理之門，利用全國國民靈魂取得控制「神」（真理）的力量。
由於本身就是賢者之石，有著最強大的鍊金術能力，能不受「等價交換」的原則限制和束縛，甚至能復原身體（例如在動畫第28話中復原了愛德的左前臂和肋骨骨折，並憑空鍊成艾爾的左手鎧甲）；此外和霍恩海姆一樣毋需任何動作就可使用鍊金術。居於國土鍊成陣的中心點——中央司令部的地底，平時將自身的賢者之石能量透過管線分佈到全國地底下，經發動後能阻止地殼變動，使壓制範圍在數小時內無法使用鍊金術，但是清國的鍊丹術由於是自人體內的能量流動來發動而不受影響。
在「約定之日」被霍恩海姆聯同克塞爾克塞斯國民的靈魂，阻止他吞奪亞美斯多利斯國民的靈魂，並被斯卡發動逆轉鍊成陣，破壞他對錬金術的封印。之後在眾人不斷攻擊之下耗盡體內賢者之石力量，在體內的「神」失控的關頭企圖吞噬古利德的賢者之石，身體反遭對方碳化並被愛德華破壞，體內的克塞爾克塞斯國民靈魂飛散，隨即被「神」反噬帶回真理之門前。及後真理與他對話並道出「要令得意忘形之人感到絕望，就是世界的真理」，最後被真理拉回門內禁錮。

## 軍部

### 羅伊·馬斯坦古
Roy Mustang
- 性別：男
- 階級：上校→上將（結局）

初登場29歲。國家鍊金術師稱號為「焰」，有著黑色短髮和英俊的面容。人稱焰之鍊金術師，以成為國家的最高統治者大總統作為目標。在動畫和漫畫的大部分時間都是上校，因此部下稱他為「上校」或「馬斯坦古上校」（於日語中稱作與「上校」同階同義之「大佐」）。他也是主角愛德華·艾力克成為國家鍊金術師的推薦者與進入軍部後的上司。
在漫畫第58話中提到，他曾於莉莎·褔艾的父親處學會鍊金術的基礎，後來從軍，並在軍官學校認識了摯友休斯。在馬斯坦古倒敘回憶中，他在師父反對下仍堅持要成為國家鍊金術師，目的是為了保護人民。馬斯坦古的師父聽到他的願望後，希望他通過最強大的焰之鍊金術造福人民。但在伊修巴爾殲滅戰後期，因為大總統肯格·布拉多萊徵召國家鍊金術師而隨軍參戰，奉命攻擊伊修巴爾人；因為立下戰功而贏得「伊修巴爾英雄」的稱號。
初登場時似乎只是一個無情的野心家，而且傲慢不正經，因比較英俊而風流惹花，憑藉著他豐富魅力深受許多女性軍人喜愛，喜歡「把男性部下當奴隸差遣」，更希望在當上大總統後讓全軍女性都穿上迷你裙，實際上善良正直而且機智；想成為大總統，也是為了能夠保護一直受戰火所苦的人民。另一方面對戰友（莉莎、休斯、阿姆士唐少校）和下屬（哈博克、法爾曼、菲利及普雷达）亦是以誠相待，私底下保護著年少的艾力克兄弟。這種想保護所有人的「天真想法」，使他在險惡的官場上容易被人掌握弱點，並被擔心他的部下說「像個傻瓜一樣」，但卻因為堅持理想而深得人心。
在休斯被殺後心中極為悲慟，並在好友葬禮後流下整套作品唯一一次眼淚。之後開始調查殺害休斯之兇手，與艾力克兄弟逐步揭開人造人背後的黑幕，並與他們對抗。
馬斯坦古雖有著「焰」的稱號，但老師傳給他的鍊金術是調整空氣中的分子，主要是氧氣濃度的組成，使用火燄時則需要有產生火花的工具。最常用的工具是畫有鍊成陣的點火布手套，通常只戴右手手套，但亦備有左手手套，在需要時能雙手並用引發連環爆炸。此外其火焰也能瞄準特定目標（如恩維的舌頭和眼球內水分）進行「單點攻擊」。遇到充滿水的環境時，能以鍊成陣調整空氣中氧氣的密度，同時分解水釋放氫氣，利用打火機或火柴等火種在特定地方造成猛烈爆炸。不過，由於雨天會弄濕他的點火手套，而不能直接產生火花，常被說成「無能」或「無用」，本人對此也相當在意。
在最後的照片中，軍階顯示為上將。
動畫版第1作
配音－大川透（日）；蘇強文（港）；張繼聰（DVD）；魏伯勤（台）
在動畫第1話登場時官拜中校，當時是因為收到愛德華在母親病重時，寄往軍部尋找父親班·賀恩漢的信件而前往利塞布爾，剛好見到艾力克兄弟進行人體鍊成復活母親失敗的一刻。之後在雲尼家找到兄弟二人，但愛德華認為馬斯坦古是來尋找在伊修巴爾戰爭中奉命殺害的溫莉父母的家人。馬斯坦古見識到兄弟二人受人體鍊成失敗反噬後仍能存活，認為二人是擔任國家鍊金術師的人才而加以提拔。
愛德華成為國家鍊金術師後，馬斯坦古給他任務以外的自由，換取他成為自己的下屬。第9話中因為愛德在東方邊境尤斯威爾的礦場清理了貪污的尤基中尉，鞏固馬斯坦古在東方的地位而升為上校。他在東方司令部工作了兩年，直到休斯死後才被調回中央工作。
第13話中，他和愛德華戰鬥期間，更回想起一次他和一名伊修巴爾少年民兵對峙，後來少年準備開搶，馬斯坦古被迫將他殺死。在第15話中則提到他在伊修巴爾戰爭中曾使用賢者之石，又在奉命殺害溫莉父母後意圖自殺，但被馬爾哥阻止，後來嘗試進行人體鍊成，但最終放棄。此後認為「改變這個國家的存在方式，是現在的我唯一能做的事」而決意當上大總統，從而毋須服從無理的命令。
在休斯死後開始暗中調查他被殺的原因，為此不惜假意投靠哈庫洛以求盡早調回中央。在第43話中，大總統下令搜捕艾力克兄弟，馬斯坦古在利塞布爾附近發現他們，戰鬥過後得悉大總統和他的秘書官是人造人的秘密。為証實愛德華的說法，以及休斯之死是否和大總統有關，他開始調查大總統，並在對方質詢時故意透露大總統秘書官的背景問題，使大總統提升他為准將，借故調派他到北方抵禦敵軍，但馬斯坦古認為對方真正目的是以戰死作掩飾殺人滅口。
馬斯坦古以夏卜假扮自己，在北方發動兵變，使中央調兵往北方平亂，自己則潛伏在中央伺機為休斯報仇。後來在大總統府造酒室中和大總統戰鬥並幾乎被殺，但大總統的兒子把父親的頭骨當作寶物帶來，無意中令他活動能力受限，馬斯坦古趁機用自己的血在手背畫出鍊成陣燒死大總統，之後帶著大總統的兒子逃離燃燒中的大總統府，但遭到亞伽中校攻擊受重傷，最後莉莎趕到擊斃亞伽救他一命。馬斯坦古雖然大量失血且左眼失明，但保住性命，在數月的休養期間莉莎就在旁邊一直照顧他。
在劇場版中馬斯丹休養後返回軍中，被降為下士，但主動要求赴北方邊疆工作。後來，當杜利協會通過「門」入侵中央市時趕回當地臨時指揮防禦，並命令阿力士準備熱氣球，獨自攻擊敵人的火箭大軍，又與艾爾和從現實世界回來的愛德共同攻擊奕卡特的飛行火箭。最後愛德控制飛行火箭一同飛回現實世界，馬斯丹亦受艾爾所託，在鍊金術世界破壞「門」，將兩個世界永久分離。
動畫版第2作
配音－三木眞一郎（日）；蘇強文（港）；魏伯勤（台）
首次出現在第1話，當時大總統命令他和艾力克兄弟，去抓住潛入中央市的「冰之鍊金術師」艾薩克・馬爾哥度加魯。在漫畫中則是在解決高官脅持案時初次登場。
馬斯坦古在習得鍊金術和參與了伊修瓦爾之戰後繼續從軍。聽到艾力克兄弟作為天才鍊金術師的傳聞而前去拜訪，卻在他們家中發現人體鍊成陣和血跡。官居上校的馬斯坦古看中愛德的天份，提議他報考國家鍊金術師，以便研究找回二人身體的方法。及後在東部平步青雲，甚得古拉曼歡心。
艾力克兄弟調查完利奧爾的賢者之石後，馬斯坦古向他們推薦合成獸專家修·塔卡。後來塔卡父女被殺，在與休斯調查時得悉斯卡已潛入東部，意識到艾力克兄弟面對危險，帶小隊及阿姆斯壯少校等人拯救二人，但被斯卡逃脫。
自好友休斯死後，馬斯坦古開始查殺害休斯的兇手和原因；此時羅斯被軍方指控是兇手並計劃處死。馬斯坦古因為66號的証供推斷另有內情，遂安排羅斯假死，並在她前往新國前，引愛德華和阿姆斯壯少校等人前往克塞爾克塞斯遺跡相見。同時設計讓66號引誘人造人前來追殺；在地下通道跟拉斯多劇戰重傷下仍將她完全燒死。然而下屬哈博克卻因此雙腳癱瘓，自己亦身受重傷。馬斯坦古為使哈博克能夠復原，讓普雷达去尋找馬可醫生，才知道他已被人造人捉了。
次日收到消息斯卡已潛入中央市（第21話），雖然引出庫拉多尼並擒住，但被他逃脫且反過來追殺自己，傷口爆裂而被迫與莉莎掩護蘭芳離開。回到中央司令部時向雷文中將報告，卻發現軍部高層已被人造人控制。他才明白休斯要他小心的不是軍部會遇到危險，而是軍部本身就是個危險。之後大總統（拉斯）獨自會見馬斯丹，並向他說出自己的身世，之後把他所有部下拆散，並把莉莎留在身邊擔任隨護作人質。
馬斯坦古因為被調走所有部下（第31話），所以用秘密方法暗中連絡北方的阿姆斯壯少將，並引古拉曼到中央見面。古拉曼同意裡應內合，並交換了有關張梅寵物熊貓的下落。在「約定之日」前（第46話），古拉曼趁大總統視察東方軍和北方軍演習完畢，派下屬炸毀回程火車導致他失蹤。馬斯坦古則糾集舊部，在當晚（第48話）前往中央市市郊帶走大總統夫人。到了「約定之日」，他和下屬以大總統夫人作籌碼，在中央市發動政變。透過廣播電台，把陷害總統的罪名推到其他軍方高層上。
馬斯坦古為配合北方軍進佔中央，幫助愛德華等人對抗不死士兵。在恩維承認殺害休斯後，被憤怒淹沒理智，把恩維燒至剩下本體，卻因為斯卡嘲諷「滿懷仇恨的人得到權力後，會創造出怎樣的世界」而醒覺，最後在愛德華和莉莎的規勸下沒有下殺手。與拉斯對戰失手被擒後，由普萊德進行人體鍊成強行帶他去打開真理之門，結果因為「想看見國家的未來」被真理奪去視力，同時成為人柱，從此毋需鍊成陣就可施行鍊金術。最後與愛德華等人合力打敗父親大人。
亂事平息後，馬可醫生以賢者之石作為馬斯坦古取回視力的代價，換取上校同意推行新伊修瓦爾政策，讓伊修瓦爾人返回聖地。之後在東部軍方繼續壯大自己的勢力，跟北方的阿姆斯壯少將互相抗衡，並在最終與莉莎結婚。

### 莉莎·霍克愛
Riza Hawkeye
- 階級：中尉→准將(結局)

馬斯坦古身邊的輔佐官兼侍衛長，人稱「鷹眼」，以冷靜沉著的應戰技巧，完美地輔助長官的美女神射手，擅於使用FN M1900手槍、毛瑟Kar98k步槍等槍械，主要任務為保護馬斯坦古，然而兩人之間的情愫不言可喻。耳環是她的註冊商標。對馬斯坦古來說，配屬在他身邊真的是很浪費的美麗又優秀的副官。是黑色疾風號的飼主。
原作漫畫
父親是鍊金術師兼馬斯坦古的師父，外祖父為東方司令部的古拉曼中將；背後有一大片刺青鍊成陣，為父親遺留之畢生研究，後來託付馬斯坦古，在經歷伊修瓦爾內戰後拜托他燒毀。為讓國民幸福而入讀軍校，畢業的一年加入伊修瓦爾殲滅戰，因槍法如神被稱為「鷹眼」，曾救過時任少校的馬斯坦古一次，從此便跟隨他出生入死。
基本上只是作為馬斯坦古的第一輔官出場，在第五研究所事件後，單獨出外購物時在暗巷遭遇66號，出色的戰技令66號心儀折服，並協助馬斯坦古一行人進行反擊。當聽到拉斯特把馬斯坦古殺死時幾乎狂性大發。在肯格·布拉多萊看穿馬斯坦古企圖，進行人事大搬風時，被調為大總統輔佐官就近監視，臨走前告知愛德華伊修瓦爾之戰的事。其後得知傑利姆是人造人但遭發現，因此不斷被他監視，但仍設法告知馬斯坦古傑利姆的真正身分。
「約定之日」來到時支援馬斯坦古，亦有份阻止他殺死瀕死的恩維。當馬斯坦古被逼成為人柱並失明後，充當其雙眼一同作戰。事後繼續擔任馬斯坦古副官。
雖然跟馬斯坦古大部份時間維持上司下屬乃至戰友關係，但二人明顯互相倚賴，甚至已是老夫老妻的程度。莉莎曾說過「即使要去地獄也要追隨你，（如果馬斯坦古死去）我沒想過獨自活下去，我將追隨發狂的焰之鍊金術師一同從這個世界消失。」馬斯坦古也說過「我絕不能失去妳」。
最後的照片中顯示軍階為准將，並跟隨在馬斯坦古身旁；而「黑色疾風號」則生育了至少3隻小狗。
動畫版第1作
- 配音－根谷美智子（日）陸惠玲（港）傅曼君（台）

在馬斯坦古當中校時軍階為少尉，隨著馬斯坦古前往東部而獲晉升中尉。未設定家世背景及身上鍊成陣等，無參加伊修瓦爾內戰，亦沒有遇上66號以及往後的遭遇；純粹跟隨馬斯坦古出生入死到最後，沒有擔任過大總統輔佐官，另設大總統秘書官由斯洛思出任。
在最後兵變中留在中央，協助馬斯丹潛入大總統官邸；在馬斯丹被亞伽中校襲擊時，開槍打中亞伽肉身軀體，擊斃對方。在馬斯丹數月的休養期間，留在他旁邊一直照顧他。劇場版中繼續在中央軍部任職，協助防守中央司令部。
動畫版第2作
- 配音－折笠富美子（日）陸惠玲、曾秀清（代配）（港）詹雅菁（台）

伊修瓦爾殲滅戰時，救了馬斯坦古一命的情節省略；使用類似FN M1900手槍（開放式下護弓）；夜晚帶黑色疾風號出外購物時，在暗巷中牠嗅到66號並吠叫示警；其餘同原作。在最終與馬斯坦古結婚，並繼續擔任他的輔佐官兼侍衛長。

### 馬斯·休斯
Maes Hughes
- 性別：男
- 階級：中校→准將（殉職晉升）

馬斯·休斯在軍部任職軍法會議所，下屬是阿姆斯壯少校，軍階是中校（第一作動畫第5至25話、第二作動畫第1至10話）。青少年時在軍事訓練學校認識摯友羅伊·馬斯坦古。在伊修巴爾戰爭爆發後被調到前線，重遇久違的馬斯坦古並調侃彼此的眼神像殺人犯。當時休斯的女朋友（即後來的妻子葛蕾希亞·休斯，Glacier Hughes）每天都在中央寫信給他，他就以信件作為戰鬥下去的精神支柱。
休斯非常愛他的妻女，經常給同袍看女兒的相片；甚至在醫院一見到探訪愛德的溫莉，就硬帶她回家為女兒慶祝三歲生日。在漫畫的特別附錄中（相對第一作動畫第13話），更曾在愛德和馬斯坦古決戰前，當著大總統和百多名官兵面前展示他三歲女兒的巨大相片。另外，休斯非常重視下屬和朋友，在戰場上已約定協助馬斯坦古當上大總統；自己之所以被殺，亦是因為幫助艾力克兄弟調查賢者之石之故。
雖然休斯不會使用鍊金術，而且射擊能力一般，但會隨身帶著手槍和幾把軍用小刀，遇襲時便把小刀當作飛刀攻擊較接近的敵人，猶如忍者使用苦無一般俐落。在第一作動畫第25話和第二作動畫第10話中，休斯就曾以飛刀殺了伏擊的拉斯特一條命。在受傷之下到電話亭欲告知馬斯丹一切真相時，被化身羅斯的恩維拔槍指嚇，被他識破後驚見對方變成妻子外貌，遲疑之際被射殺，因公殉職連升兩級為准將，葬禮以軍隊最高儀式告別。
雖然休斯在故事中，特別是第二作出現較少，但因為他與死後情節關係甚大，所以亦是其中一個主要角色。
動畫版第1作
- 配音－潘文柏（港）藤原啟治（日）

在第5話登場時為中央軍情報局人員，軍階為少校，與法爾曼等人負責護送哈庫洛將軍一家乘搭火車由東部前往中央。在途中發現東部激進團體「青之團」成員巴爾多帶領手下劫持火車，於是由電話室的窗口走到火車外調查情況，救了在車頂與巴爾多手下對戰失手跌下的愛德，並合力打敗敵人；之後被巴爾多安裝在機械鎧上的機關槍所傷，但在愛德幫助下打敗對方。
在伊修巴爾內亂時擔任後勤，避開了戰場的殺戮。馬斯丹戰後意志消沈時，勉勵並答應好友若有意當大總統，「會在下面盡能力把他推到最高位」。
與修·塔卡一家認識。第6話中艾力克兄弟在考試前曾與妮娜拜訪修茲一家，並見證他的女兒誕生。第8話協助逮捕巴利屠夫，救回愛德和雲尼。第13話隨大總統到東方司令部時，已晉升中校並司職軍法會議所。在愛德對打馬斯坦古的評核戰鬥結束後，告訴馬斯坦古利奧爾暴亂以及斯卡行蹤等消息。
艾力克兄弟在第五研究所遇險獲救後，暗中調查第五研究所、賢者之石和人造人的秘密，引起大總統（人造人普萊德）和大總統秘書官茱麗葉·道格拉斯（人造人斯洛烏斯）的注意。發現德格拉斯可疑之處後，因為未證真偽而對馬斯丹隱瞞調查結果並辭退謝西嘉，以保護眾人；之後在酒店追問德格拉斯時被拉斯多伏擊受傷，並被化身羅斯的恩維假意救走。在公眾電話亭致電往東部，欲告知馬斯丹一切，卻因對方正出發前往中央而無法接聽。被殺前曾拔刀刺中假羅斯頸部動脈，最終被復活的恩維所殺。死法及死後晉升與原作同。
第44話中謝西嘉與艾力克兄弟對話時，推斷出休斯被殺前，其實發現了人造人為鍊成賢者之石，挑起伊修巴爾內亂的秘密。
漫畫與動畫版第2作
- 配音－潘文柏（港）藤原啟治（日）

在動畫原創第1話中馬斯丹和艾力克兄弟談論潛入中央市的艾薩克・馬爾哥度加魯時首次登場，並邀請兄弟二人住在自己家中。漫畫（動畫第5話）則在調查斯卡殺人案時登場，與阿姆斯壯少校到東城調查修·塔卡父女被殺現場，在東方司令部與馬斯坦古推斷艾力克兄弟可能會被斯卡襲擊，馬上帶兵拯救兄弟二人；不懂鍊金術的休斯為安全計而避走，但在事後答應保守阿爾鎧甲的秘密。
後來休斯在艾力克兄弟調查馬可醫生有關賢者之石的記載時（動畫第7話），發現榭絲卡記得被焚燬的國立中央圖書館第一分館的案例文件而錄用了她。之後到醫院探望私闖第五研究所調查賢者之石的艾力克兄弟（動畫第8至9話），並見證艾力克兄弟消除彼此間的懷疑。其後，休斯在病房與兄弟二人和阿姆斯壯少校討論第五研究所的發現（動畫第10話），遇上大總統到訪，告誡他們要審慎行動並防範軍部。當晚休斯在軍法會議廳圖書館調查時遭人造人拉斯特襲擊，雖然及時反擊並殺害她一條命但身受重傷。因擔心受監視走到中央司令部外的電話亭，在等候接駁馬斯坦古時被恩維射殺。
艾力克兄弟在動畫第16話時和溫莉返回中央市，才得知休斯的死訊，認為休斯是為他們調查賢者之石才被殺，因而感到內疚。但休斯的死成為了眾人決心調查賢者之石真相的推動力。第35話中艾力克兄弟推斷休斯被殺前，其實發現了亞美斯特利斯國土鍊成陣的秘密。

### 亞力士·路易·阿姆斯壯
Alex Louis Armstrong
- 性別：男
- 階級：少校
- 國家鍊金術師稱號：豪腕之鍊金術師

渾身都是發達的肌肉，是為豪腕之國家鍊金術師。家中經營與政經界有著密切關係的事業，同時也是擔任歷代將軍的名門世家。採用和外觀不相稱的輕盈步法戰鬥，此外有極佳的家傳藝術修養，並將之應用在鍊金術中。口頭禪為「這是我們阿姆斯壯家代代相傳的……」。其特徵是圍繞周身的粉色小星星，以及額頭上代表阿姆斯壯家族的捲毛，常莫名其妙地脫下上衣炫耀自己的肌肉。
原作漫畫
家族中有三個姊姊和一個妹妹，大姊跟么妹是美人、未婚，二姊及三姊已出嫁。在伊修瓦爾殲滅戰時，因內心煎熬無法配合行動，被認為違背命令而送回中央市。雖然因此常被大姊鄙視，但心底裡非常尊重她。性格善良、感性、嫉惡如仇但智力和權謀並不算上乘。
斯卡襲擊愛德華等後在他身邊擔任護衛，得悉了賢者之石的祕密以及愛德華的過去。曾隨大總統赴南方，回去後發生了羅斯被誣諂的事件。之後在馬斯坦古安排下，與愛德華前往克塞魯克塞斯遺跡見羅斯，從此在對抗父親大人的過程中便不斷起輔助的角色。
當奧莉薇回到中央後，與其對決並被逐出大宅。「約定之日」時，跟其姊對抗斯洛烏司，在卡迪斯夫婦的協助下消滅之。跟希古因為肌肉的關係惺惺相惜。最後協助愛德華等人打敗父親大人。
動畫版第1作
- 配音－內海賢二（日）張炳強（港）吳文民（台）

只有一個妹妹；伊修巴爾戰役曾使用賢者之石作戰，因為受傷，未立戰功便提早退出戰場。
在東部沒有與愛德一同找尋馬可，只出現抵擋斯卡攻擊協助愛德等逃跑，也不是和馬斯坦古配合行動。隨大總統前往第五研究所救援艾力克兄弟後，才開始逐漸了解賢者之石和第五研究所的事情。
之後奉命隨亞伽中校往南部，協助跟踪並監視艾力克兄弟、捕捉拉斯及攻入格利特據點「惡魔之巢」。隨軍到東南部後暗中支援馬斯丹，把亞伽從愛德手上騙走的銀懷錶交給艾爾，又與馬斯丹在地下室共同對付合成獸，之後在利正布爾亦幫助掩護被通緝的艾力克兄弟。
因為大總統發現他與馬斯丹知道人造人的秘密，提升他為中校，借故調派他隨馬斯丹到北部指揮抵禦北方部族，以便暗中除去二人。之後配合馬斯坦古在北方發動兵變，聲東擊西讓留守中央的馬斯丹潛入大總統官邸襲殺大總統（人造人普萊德）。
在劇場版中（兩年後）離開了軍隊，利用阿姆斯壯家的財力經營建設事業，並協助利奧爾的重建。在「杜利協會」火箭大軍入侵中央市時，協助防守中央司令部。
動畫版第2作
- 配音－內海賢二（日）吳文民（台）

二姊、三姊及妹在尤基的回憶裡登場；其餘同原作。

### 约翰·哈博克
Jean Havoc
- 性別：男
- 階級：少尉

叼香煙是他的註冊商標，對部下很守信用，勇敢而且臨場應變的能力很高；但桃花運很差。阿姆斯壯少校曾介紹么妹和他認識，可是卻被對方無情的拒絕，讓少尉行屍走肉了一段時期，喜歡巨乳。
原作漫畫
追隨馬斯坦古由東部轉至中央，認識了新女友，卻是拉斯多所扮。在第三研究所地下與拉斯多對戰受傷住院，不幸下半身癱瘓、毅然退役的他回到家中開雜貨店，亦因此躲過了馬斯坦古所屬部下的人事大搬風。在約定之日，暗地裡為馬斯坦古置購軍火，也聯絡羅斯少尉等人支援上校。最後照片中他有進行復健運動。
動畫版第1作
- 配音－松本保典（日）鄺樹培（港）吳文民（台）

追捕愛力克兄弟時，舉槍示警被愛德的機械鎧手掌抵住槍口，又被潛伏在旁、突然現身的阿爾給驚嚇到，開槍膛炸受傷住院；表面躲過討伐北方入侵者的軍事行動，其實假扮馬斯坦古到北方去發動兵變，掩護馬斯坦古跟霍克愛在中央市的行動。另外，還自告奮勇以M60機槍向內鬨討逆的軍隊開火。劇場版中繼續在中央軍任職，協助防守中央司令部。
動畫版第2作
- 配音－上田祐司（日）黃啟昌（港）吳文民（台）

阿姆斯壯少校曾介紹妹妹和他認識的情節省略；最後在馬斯坦古請求下，由馬可醫生以賢者之石治好他的癱瘓。後記照片中跟普雷达和莉碧嘉一起。其餘同原作。

### 海曼斯·普雷达
Heymans Breda
- 性別：男
- 階級：少尉

馬斯坦古的部下，體格很胖，喜愛靠頭腦進行策略，曾經與對手連續下十五次西洋棋都勝利，是個頭腦縝密的少尉。士官學校第一名畢業的軍官出身，很怕狗。當要討論戰術和形勢時，意見極為珍貴。
原作漫畫
曾協助馬斯坦古進行營救羅斯少尉的行動。哈博克受傷後尋找馬可醫生，卻發現比人造人晚了一步。因人事大搬風，被調到西方司令部去，在西部留意著班布頓（彭得頓）的邊境戰況，自己也在戰場中受傷。在約定之日作為逃兵支援馬斯坦古，控制了大總統夫人後在電台當形象工程的工作。事件結束後回歸軍部。
動畫版第1作
- 配音－志村知幸（日）陳卓智（港）劉傑（台）

作為馬斯丹的部下執行任務。隨阿姆斯壯一同到北方去發動兵變。劇場版中繼續在中央軍任職，協助防守中央司令部。
動畫版第2作
- 配音－佐藤美一（日）陳卓智（港）劉傑（台）

後記照片中跟哈博克和蕾貝卡一起，其餘同原作。

### 肯恩·菲利
Kain Fuery
- 性別：男
- 階級：上士

擅長修理機械和操作各類通訊器材，個性很好談話，霍克愛中尉的愛犬「黑色疾風號」就是他撿回來的。
原作漫畫
在捕捉人造人事件中擔任聯絡的技術工。後因人事大搬風，被調到南方司令部去，之後被派往福色特（科多薛）南部，作為通訊兵投入對阿爾路哥軍作戰。於約定之日作為逃兵回到中央協助馬斯坦古，事情完結後回到軍部任職。
動畫版第1作
- 配音－白鳥哲（日）李致林（港）劉傑（台）

追捕愛力克兄弟時，被哈博克少尉開槍膛炸殃及而額頭受傷，之後以嚴重足癬為由住院；表面躲過討伐北方入侵者的軍事行動，其實假扮霍克愛到北方去夥同發動兵變，掩護馬斯坦古跟霍克愛在中央市的行動。劇場版中繼續在中央軍任職，協助防守中央司令部。
動畫版第2作
- 配音－柿原徹也（日）李致林（港）魏伯勤（台）

同原作。

### 瓦特·法尔曼
Vato Falman
- 性別：男
- 階級：准尉→少尉（調任）→上尉（結局）

記憶力極佳，滿腦子都是知識的活字典，只要有人提起任何一個詞句，就能立刻說出該字的意思，其特徵是白色頭髮與瞇瞇眼。
原作漫畫
第五研究所事件後，因為莉莎發現66號，便被馬斯坦古指示看守著他。後因人事大搬風，被調到北方司令部去後升為少尉，但在布里古茲要塞只是做去除冰柱之類不重要的工作。約定之日隨北方軍進攻中央並擔當引路人，後記裡的相片顯示回到北方繼續任職。
動畫版第1作
- 配音－室園丈裕（日）林保全（港）魏伯勤（台）

身為休斯部下在中央的情報局任職，與休斯一起護送哈古洛少將從東部前往中央，在火車上初遇艾力克兄弟。在休斯殉職後，毛遂自薦成為羅伊馬斯坦古的部下。
隨阿姆斯壯一同到北方去發動兵變。劇場版中繼續在中央軍任職，協助防守中央司令部。
動畫版第2作
- 配音－濱田賢二（日）雷霆（港）劉傑（台）

同原作。事件結束後依然在北方司令部。從照片看來似乎已婚並生下一男一女。

### 佐魯夫·J·金普利
Solf J. Kimblee
- 性別：男
- 階級：中校（動畫第1作）、少校（動畫第2作）
- 國家鍊金術師稱號：紅蓮之鍊金術師

原為軍隊地方軍屬的軍人，是殺死斯卡家人的人。
原作漫畫
性格殘忍、冷血、無情，為求目的不擇手段，但非常佩服能恪守自己原則的人，是以對愛力克兄弟、溫莉雙親等都予以肯定。
在伊修瓦爾殲滅戰中屢立功勳，但為私吞賢者之石，殺死供給他賢者之石的五名上級軍官滅口，被關在第五研究所旁的中央監獄中。因高層的命令而被釋放，接受人造人一方的命令，要殺死斯卡並找尋可能已逃跑的馬可醫生而來到北部。聲稱自己主要是因為人造人能提供給他發揮的平台才加入，但同時亦希望透過幫助人造人完成計劃，見證人類和人造人最終對決的勝負。在追捕斯卡時因愛力克兄弟等人作梗而失敗；但成功煽動德拉古馬軍進攻布里克斯要塞，藉著進攻方的犧牲畫出國土鍊成陣最後一個「血之紋章」。
之後奉命殺死潛伏中央的伊修巴爾人以破壞斯卡的計劃，在「約定之日」前往中央市郊救出普萊德，但之後聯合普萊德與阿爾戰鬥時，被前部下海因凱爾乘隙攻擊重傷垂危，之後被普萊德吞噬。在愛德與普萊德最終對決失利，將要被侵佔身體時，認為普萊德想放棄人造人的尊嚴苟活在人類軀體中「違反他的美學」，出現在普萊德的靈魂暴風雨中加以阻止，最後在愛德打倒普萊德時消失。
動畫版第1作
- 配音－上田祐司（日）梁志達（港）劉傑（台）

純粹只因喜歡使用鍊金術將人體變成炸彈而到處殺戮，是在斯卡的額上弄出傷痕的人。囚於第五研究所旁的第二監獄，愛德夜探研究所當晚，被人造人帶去研究所，打算把他和其他死囚一同鍊成賢者之石，但被他製造爆炸乘隙逃走。在達布里斯協助格利特到南方司令部搶奪拉斯，因為亞伽中校答應恢復軍職而反叛格利特成為內應，並拉攏修·塔卡一起加入亞伽麾下。
之後在軍中復職，官拜中校，隨亞伽進駐東南部，奉大總統之命與合成獸進入利奧爾到處殺戮，並欲殺死愛德製造藉口攻城，結果與斯卡對戰被殺，死前把前來阻止的艾爾鍊成炸彈，迫使斯卡犧牲右臂以至自己，把艾爾鍊成賢者之石。
動畫版第2作
- 配音－吉野裕行（日）梁志達（港）劉傑（台）

同原作。

### 瑪麗亞·羅斯
Maria Ross
- 性別：女
- 階級：少尉

在中央任職，左眼下有淚痣。被中央派遣為愛德華的護衛，與普羅修中士共同行動。
原作漫畫
被軍方陷害背上殺害休斯的罪名，差點被槍斃。不過馬斯坦古製出假人代替羅斯燒毀，之後在諾克斯醫生幫忙下偽造她的驗屍報告；本人則被上校設計偷渡到東方的新國。後來在「約定之日」的時候回來協助作戰，並運送物資給馬斯坦古。
動畫版第1作
- 配音－齋賀光希（日）沈小蘭（港）

初遇時不滿愛德自作主張的性格，但後來逐漸體諒他。為保護兄弟二人，跟隨大總統赴第五研究所，上前擁抱誤觸紅水失控的愛德華使他冷靜下來。在艾爾誤會愛德而出走後，告訴愛德艾爾向自己打聽僱傭兵的下落，使愛德找到艾爾所在。
之後榭丝卡和温莉潛入中央司令部秘密調查休斯死因時受到道格拉斯（人造人斯洛烏斯）袭击，但因為羅斯一早認出喬裝的温莉，與普羅修中士在電機房及時發現二人，使她們避過傷害。
在愛德逃出利奧爾被通緝後，與普罗修休假到利正布爾向艾力克兄弟通風報信。二人之後在中央救出了冒充艾力克兄弟被捕、即將被處決的托林卡姆兄弟，並先後掩護愛德與托林卡姆兄弟，以及伊茲米逃出中央司令部，之後率兵抵擋亞伽的攻擊。劇場版中繼續在中央軍部任職。
動畫版第2作
- 配音－名塚佳織（日）沈小蘭（港）雷碧文（台）

同原作。

### 丹尼·普罗修
Denny Brosh
- 性別：男
- 階級：軍曹（中士）

與瑪麗亞·羅斯一起負責保護愛力克兄弟的中士。個性時常開朗，雖少一根筋，但卻跟羅斯少尉卻很合得來。家中有很多弟妹。
原作漫畫
動畫版第1作
- 配音－原田正夫（日）馮錦堂（港）

港譯。經常與羅斯少尉一同行動，隨了奉命保護艾力克兄弟外，亦在後期跟隨她救出榭丝卡和温莉，並一同到利正布爾向被通緝的艾力克兄弟通風報信。因為羅斯被賀恩漢吸引而生出醋意。二人之後在中央救出了冒充艾力克兄弟被捕、即將被處決的托林卡姆兄弟，並先後掩護愛德與托林卡姆兄弟，以及伊茲米逃出中央司令部，之後率兵抵擋亞伽的攻擊。劇場版中繼續在中央軍部任職。
動畫版第2作
- 配音－早志勇紀（日）馮錦堂（港）劉傑（台）

### 榭絲卡
Sheska
- 性別：女
- 階級：不明

是一個標準的「蛀書蟲」，除了唸書外似乎不太會其他的絕活，但每本書看過一次就能將全書倒背如流。在本著作初期，原為國家圖書館第一分館館員，因為沈迷看書忘記工作而被開除。之後花五天協助愛德華兄弟寫出馬爾哥醫生的著作，並在爱德華·艾力克的推薦下，到休斯所屬的單位工作。奈何休斯不懂得「憐香惜玉」，只會一直給榭絲卡加班，但她卻是很「崇拜」、很「尊重」休斯先生，從不會發牢騷。
原作漫畫
花五天默寫出馬爾哥的著作。休斯死後，榭絲卡則繼續在軍法部工作，並由佛卡少校接任休斯的位置。對於休斯的死抱持著懷疑，因此暗中掩護著馬斯坦古的行動。
動畫版第1作
- 配音－若林直美（日）程文意（港）詹雅菁（台）

在第7話以國家圖書館第一分館館員的身分登場，之後花三天默寫出馬爾哥的著作。原本在協助休斯查出人造人秘密後被辭退，但在休斯死後設法留在軍部，以暗中調查他的死因。由於怀疑大总统秘书官茱丽叶·道格拉谋杀马斯·休斯，與温莉前往中央司令部秘密调查，遭到道格拉斯（人造人斯洛烏斯）袭击，温莉认出對方与艾力克兄弟母亲樣貌相同，两人便随即前往利塞布尔告知艾力克兄弟此事。第44話推斷伊修巴爾內亂真相時，無意中向艾力克兄弟透露修茲因得知此事被殺。
在政變結束後回到中央軍部任職。劇場版中協助雲尼進入地下都市，結果在大總統辦公室遇上兩邊世界的「門」同時打開，和雲尼一同掉進都市中。最後與雲尼一同目送愛德離去。
動畫版第2作
- 配音－藤村知可（日）程文意（港）詹雅菁（台）

同原作。

### 金格·布拉德雷
King Bradley
- 性別：男
- 階級：大總統

原作漫畫
動畫版第1作
動畫版第2作

### 巴斯古·古蘭
Basque Grand
- 性別：男
- 階級：准將
- 國家鍊金術師稱號：鐵血之鍊金術師

鍊金術、戰術利用的第一人，以「鐵與血，就是武器與士兵」為信念、身先士卒、勇往直前，可鍊成多座火炮及重兵器攻擊。
原作漫畫
只出現在回憶中。在伊修瓦爾殲滅戰時，殺了很多人立下功勳。然而為留伊修瓦爾人一條生路去和談，不惜抗命弒殺長官。戰爭完結後繼續擔任軍部准將，被斯卡偷襲殺害。
其國家鍊金術師稱號參考自德意志帝國首任宰相奧托·馮·俾斯麥的綽號「鐵血宰相」。
動畫版第1作
- 配音－青森伸（日）陳永信（港）林谷珍（台）

譯為「巴斯克·」。鐵血無情，可鍊成包覆全身的多管砲座攻擊。
大總統左右手之一，常與哈庫洛少將陪同大總統出席重要場合，也是國家鍊金術師資格試考官之一。
實際上第五研究所的負責人，掌握了一切軍方秘密研究，包括賢者之石的資料。在伊修瓦爾內亂時，要求馬可醫生提供賢者之石試作品給各國家鍊金術師，作為鍊成增幅劑，向馬斯坦古下令處決溫莉的父母。
忌憚年輕的馬斯丹扶搖直上，因此也對艾力克兄弟看不順眼。為鞏固勢力支持修·塔卡的合成獸研究，以便應用在軍事上。
在海德村抓捕馬可醫生，在押送途中遇到斯卡，仗著有賢者之石，大話還沒說完就被爆頭而死，之後由恩維化身為他繼續工作。在第五研究所事件曝光後，被大總統（人造人普萊德）把所有罪名順勢推在他身上。
動畫版第2作
- 配音－青森伸（日）林谷珍（台）

伊修瓦爾殲滅戰時，有關弒殺長官情節省略；夜歸遇上斯卡，經一番戰鬥後大意被爆頭而亡；其餘同原作。

### 修·塔克
Shou Tucker
擁有「綴命之鍊金術師」之名的國家鍊金術師，是首位進行生物鍊成的人，之後研究一直停滯不前。為了通過國家鍊金術師的年度評核以維持收入，曾以自己的妻子鍊成可理解人話的合成獸；妻子絕食而死後，又再以女兒妮娜和寵物狗亞歷山大，鍊成可理解人話的合成獸。
原作漫畫及動畫版第2作的設定
- 配音－葉振聲（港）吳文民（台）

居住在東部。在艾力克兄弟完成利奧爾的任務後，由馬斯丹介紹見面。自己未曾成為合成獸。動畫第4話中，受軍部調查期間被斯卡所殺。
動畫版第1作的設定
- 配音－永井誠（日）雷霆（港）吳文民（台）

港譯「修·」（第6-7話字幕顯示為「修·塔卡」）。居住在中央，與修茲一家認識。在愛德考取資格試前（12歲），為了備試由當時是中校的馬斯丹介紹見面。在愛德通過資格試後，自己因為未能通過年度評核而受到巴斯克·准將的施壓。在妮娜一事被愛德揭發後被軍方帶走，對外宣稱被槍決；實際上以動物合成了有著妮娜模樣的肉體，也因為曾以自己進行實驗而成為頭部上下顛倒的合成獸。
其後在愛德調查第五研究所時，以合成獸的姿態再度出現（第21話），與人造人一同脅迫愛德；第五研究被毀後，又先後歸順格利特及法兰克·亚伽，目的都是為了得到賢者之石以復活妮娜。在軍方進攻利奧爾前夕，為了幫助亞伽阻礙馬斯丹等人行動，在軍部地下室放出合成獸，並趁機逃走。
之後打電話到利正布爾雲尼家中，以賢者之石的使用方法引誘艾爾到兵工廠見面，欲利用已成為賢者之石的艾爾復活妮娜，但只能成功鍊成妮娜的肉體，成為沒有靈魂的一個人偶。之後被斯烏洛斯指出他欠缺強烈的意志，不可能成功固定靈魂，大受刺激之下精神失常。結局片尾顯示他與妮娜的軀體留在工廠地下室一同生活。

### 哈庫洛
- 性別：男
- 階級：少將

曾經與家人搭乘火車旅行時，被「青之團」挾持並射傷左耳。
原作漫畫
在伊修瓦爾內亂時，查獲阿耶魯戈資助伊修瓦爾人的軍火。從紐奧布丁支部調至東方司令部後，與上司古拉曼中將不合，也不滿年輕的馬斯坦古上校嶄露頭角；後被利用向大總統告密，引誘大總統掉入古拉曼設計好的陷阱。
動畫版第1作
- 配音－堀川仁（日）盧國權／黃子敬（港）

大總統的左右手之一，常與古蘭准將陪同大總統出席重要場合，也是國家鍊金術師資格試考官之一。
因為艾力克兄弟被馬斯丹安排與自己乘坐同一列火車，協助制服「青之團」有功，破格批准他們參加國家鍊金術師考試。
率領中央軍鎮壓里歐爾的暴亂（第13-14話），大總統親自指揮第二次進攻利奧爾時暫代大總統職務。之後討伐馬斯坦古在北方的兵變。
動畫版第2作
在向大總統告密時出場，未曾搭乘火車被挾持；其餘同原作。

### 古拉曼
Grumman
- 性別：男
- 階級：中將→大總統（結局）

東方司令部司令官，馬斯坦古在東方司令部時的上司，非常器重馬斯坦古，在他上調中央時，應其請求提供下屬跟隨。
原作漫畫
霍克愛的外祖父，不忘叮嚀馬斯坦古要娶他的外孫女當大總統夫人。以怪人聞名，因不合軍部高層期望而下放到東部，實際上老謀深算而且極具野心。受馬斯坦古煽動，在和北方軍演習時裡應外合；此外把張梅和熊貓的下落告訴對方。在金·格·布拉德雷回中央時炸斷鐵路橋，雖然殺不死他，但拖延了一段時間。事件平息後漁翁得利接任大總統一職，仍維持軍政府體制。
動畫版第1作
沒有名字，僅被叫作「將軍」或「老將軍」，也與霍克愛無關。常至中央參與軍部高層會議，在大總統下落不明後出面將政權移交給議會。
動畫版第2作
- 配音－日本：納谷六朗；台灣：林谷珍、吳文民(代理)

與雷文中將是舊識，因為不相信雷文「不死軍團」的說話，拒絕合作而被下調東部。未叮嚀馬斯坦古要娶他的外孫女當大總統夫人。其餘同原作。

### 奧莉薇·米拉·阿姆斯壯
Olivier Mira Armstrong
- 階級：少將→上將（結局）

阿姆斯壯家的長女，鎮守北方布里克斯要塞，有「布里克斯的北壁」和「冰之女王」之稱的美女將軍。
原作漫畫
擅長劍術、性格異常冷靜而且頭腦精明，擁有強大的女王氣勢，和優柔寡斷的弟弟不同。把部隊訓練成能自行運作，齊心對抗敵人的優秀軍隊。表面上非常冷酷無情，奉行「弱肉強食」和「大意的話就會被幹掉」的法則，但內心裏對忠心的部下非常珍惜。同樣地，雖然表面上看不起亞力士，內心卻非常愛護他。與馬斯坦古不合，但大敵當前，二人決定合作對抗人造人及父親大人。
在愛力克兄弟遠赴北方時登場，彼此合作捉住斯洛烏斯。因雷文中將突然拜訪被迫放走斯洛烏斯，但在探知人造人的陰謀後殺掉中將，以「不入虎穴，焉得虎子」之勢孤身前往中央，假意順從他們。回到家中逼令家人遠走，因和亞力士決鬥完勝而成為阿姆斯壯家當家，並暗中調動部下潛藏大宅之內。到「約定之日」突然發難，進佔中央，與弟弟合力對戰斯洛烏斯被打至重傷。事件結束後回到北方領地，與東方的馬斯坦古成為古拉曼最得力的助手之一。
動畫版第1作
未出場，也未設置布里克斯要塞。另於PS2遊戲《鋼之鍊金術師3 繼承神的少女》，原創面向布里克斯山的邊塞城市瓦爾多拉，在北方司令部下設瓦爾多拉方面軍，牽制德拉古馬。
動畫版第2作
- 配音－澤海陽子（日）黃玉娟（港）詹雅菁（台）

同原作。

### 帕卡尼亞
Buccaneer
- 階級：上尉

阿姆斯壯少將的部下之一，身型壯碩高大的男子，手上裝有可在寒冷地區使用的機械鎧「鱷魚」和「狂熊G」。
原作漫畫
在約定之日時帶同布里克斯軍進攻中央司令部，原來已控制了司令部正門，但卻被歸來的肯格·布拉多萊（拉斯）攻擊致重傷，後來清國的付爺爺想與拉斯同歸於盡失敗，但帕卡尼亞卻拿劍貫穿垂危的付爺爺刺中拉斯將他重創。其後因傷勢過重，與付爺爺一同壯烈犧牲，直到生命的最後一刻依然忠於阿姆斯壯少將。
動畫版第1作
未出場。
動畫版第2作
- 配音－大友龍三郎（日）吳文民（台）

同原作。

### 邁爾斯
Miles
- 性別：男
- 階級：少校

阿姆斯壯少將的輔佐官，祖父為伊修瓦爾人，平常都戴著雪地用的眼鏡遮住代表伊修瓦爾人的紅色眼睛。
原作漫畫
雖有伊修瓦爾血統，但因為祖母和父母並非伊修瓦爾人，而逃過軍方對伊修瓦爾籍軍人的肅清。為人沉穩冷靜，具謀略和指揮才能，因為伊修瓦爾混血的身分，對國內民族衝突有不同的見解，是阿姆斯壯少將得力的輔佐官，希望由軍方內部改變對伊修瓦爾人的歧視。
愛德華等人來到北方要塞後，與金普利多次交涉。是設下計謀讓溫莉等人脫逃，以及令斯卡改變觀念幫助愛力克兄弟的重要人物。後與斯卡一同推行復興伊修瓦爾政策。
動畫版第1作
未出場。
動畫版第2作
- 配音－中井和哉（日）陳廷軒（港）李世揚（台）

同原作。

### 蕾貝卡·卡達莉納
Rebecca Catalina
- 階級：少尉

鷹眼的摯友，在東部任職。時常渴望可以嫁給有條件的好男人，也因此常吐槽莉莎「霸佔」了馬斯坦古。
漫畫及動畫版第2作
在東方軍及布里克斯軍暗中配合馬斯丹行動時，透過莉莎替古拉曼中將向馬斯丹傳遞消息。「約定之日」布里克斯軍進攻中央時，替夏卜運送羅斯少尉及新國軍火，以支援馬斯丹攻入中央司令部的行動。
動畫結尾顯示了她與夏卜和普雷达的合照。

### 雷文
Raven
- 性別：男
- 階級：中將
- 配音－寶龜克壽（日）劉傑（台）

原作漫畫
看似豪爽又大方，但因貪圖長生不老投向人造人。被派往北方，企圖拉攏北方司令部的軍人加入他的陣營，不惜將大總統是人造人的情報洩漏出去，反被阿姆斯壯少將殺死。屍身埋進水泥之中。
據格拉曼之言，年少時曾冒死救出受傷的兵士；阿姆斯壯少將亦提及他年少時為一光明磊落的好漢子。
動畫版第1作
未出場。
動畫版第2作
同原作。

### 諾克斯醫生
軍中法醫，僅在漫畫及動畫第2作中登場。
原作漫畫
本身為外科醫生，在伊修瓦爾殲滅戰中充當法醫，以馬斯坦古焚燒的敵人作人體試驗及解剖，因此認識了馬斯坦古，此外亦曾在戰場上遇見馬可。戰後繼續任法醫一職，因戰爭造成的創傷後壓力症候群，在一次晚上做噩夢時幾乎要把叫醒他的妻子當成敵人殺掉，妻子因此跟他離婚並帶著兒子出走。
為消除心中陰影暗中支援馬斯坦古的行動。在營救羅斯少尉一役中偽造「屍體」的牙齒記錄以瞞騙軍方。在庫拉多尼被擒後，應馬斯坦古請求為蘭芳療傷，並告訴眾人傑利姆實為大總統養子的事，作為大總統是人造人的佐證；在庫拉多尼追殺馬斯坦古時，駕車救出馬斯坦古、莉莎及蘭芳；之後讓蘭芳和阿爾帶來的張梅在家中養傷。在二女離去後前妻及兒子來訪，因為能一家團聚心中釋然。
最後帶同馬可探視馬斯坦古，讓馬可為他治好失明。
動畫版第1作
未出場。
動畫版第2作
省略了在伊修巴爾前線遇見馬可，以及自己誤傷妻子的回憶，僅提及家人因他的戰爭陰影而離開。其餘同原作。

### 動畫原創人物介紹

#### 法兰克·亚伽
Frank Archer
- 性別：男
- 階級：中校→上校
- 配音－速水獎（日）翟耀輝（港）劉傑（台）

僅在動畫版第1作登場的角色。原本為地方軍屬，繼任死去的休斯中校擔任中央軍法會議所的職務。是一個不論上級是誰都會絕對服從命令的軍人。
在南部達布里斯追踪艾力克兄弟時捉拿了拉斯，之後在南方司令部策反金布里作為內應，率兵攻佔格利特的「惡魔之巢」酒吧，順便救出愛德及卡迪斯夫婦，並把修·塔卡也收為部下，為自己鍊成合成獸，其後向大總統提出以合成獸作為武器投入戰爭。
第39集以大佐（上校）軍階與馬斯坦古一同出征利奧爾內亂，希望藉此立下軍功而晉升。在大總統派遣金布里和合成獸入城對付斯卡後，在軍部地下室以合成獸阻撓馬斯丹等人，並無視愛德的勸阻率兵攻城。結果七千士兵在斯卡的鍊成陣裡全部犧牲，自己亦失去了左半部身體，裝上了兵器化機械鎧代替，口內亦裝有機關槍。
在愛德及伊茲米闖入中央司令部時，出手攻擊眾人及羅斯、普罗修的援軍；之後趕到大總統官邸，並傷了馬斯坦古的左眼，使他變成「獨眼龍」。最後霍克愛中尉開槍擊中他右半部肉身軀體，將他殺死。

## 清國
清國的人物（Xing）於漫畫第32話（動畫第2作第15話）「東方的使者」中首度出現。
因清國皇帝病重並可能時日無多，各族皇裔都爭相討好皇帝，希望得以繼位，姚麟和張梅正是出於這樣的目的來到亞美斯特利斯。

### 姚族

#### 姚麟
姚麟（Ling Yao）
- 聲優：宮野真守／香港：伍博民／台灣：李世揚

15歲。清國的十二皇子，由代表姚族的皇妃所生。背負姚族五十萬人的命運，到亞美斯特利斯尋找長生不老之術。本人相當愛護下屬，經常掛在口邊的話是「王是為人民而存在，沒有人民就不可能有王」。因為出身皇族自小常面對暗殺等襲擊，故懂得清國武術並擁有一定實力，而且不拘於正面對抗，必要時也會使出小伎倆取勝。
初登場時遇上艾力克兄弟，知道二人有賢者之石的線索後便死纏不休，為了解66號不死秘密而幫助營救羅斯少尉；又為了解人造人的秘密跟隨愛德，因為想搶先捉住庫拉多尼，惹來大總統（拉斯）攻擊，為保護受傷的蘭芳落入下風而敗走。之後與莉莎和愛德合力抓住庫拉多尼但被他逃脫，與愛德華和恩維一起被他吞入肚子裡；後來因愛德打開真理之門而逃出生天，卻遇上父親大人。被父親大人看中他強大的野心，以「貪婪」的賢者之石注入他體內血液中，使古利德在他體內重生。
雖然接受古利德控制軀體，心智仍存在體內沒有消失。當古利德控制軀體時性格改變，而且不認識愛德華等人，但姚麟一直在體內監視他並和他對話，更不時和他爭奪身體控制權。後來古利德容許姚麟在布條上用清國文字寫上「我得到賢者之石」，再透過艾力克兄弟傳給蘭芳。在不斷和古利德的對話中，也使對方逐漸了解自己真正追求的目標。
之後古利德因恢復前世的記憶再次叛離父親大人，帶著姚麟加入了愛德一方。與古利德融合的姚麟可以「碳素變硬」，使自身變得如鑽石一樣硬，並參與了「約定之日」前夜與普萊德的對戰。在中央司令部為救付爺爺與古利德協議暫時取回身體控制權，與拉斯交戰，並在古利德配合下，以硬化的手臂成功破壞他的「最強之眼」；又受伯嘉尼亞臨終所託，以「最強之盾」打敗了進攻司令部正門的中央軍團。
漫畫故事終章（108話）
因古利德被父親大人從其身體中強行取回，心智與身體重歸統一，而左手手背的銜尾蛇刺青亦同時消失。
戰爭結束後，成功帶賢者之石回清國，順利登基成帝，並允諾保護清國其他部族。

#### 蘭芳
蘭芳（Lan Fan）
- 聲優：水樹奈奈／香港：張頌欣／台灣：詹雅菁

個性害羞，代代服侍姚族的少女，負責護衛。不喜歡讓別人看到自己的真面目，經常戴著面具。似乎很喜歡姚麟，常有吃醋的行為，絕不允許別人批評姚麟。
與姚麟追捕桂杜尼時受大總統攻擊而受傷；為了確保二人脫險，把已脫臼的左臂截斷，成功引開對方注意，並在事後透過溫莉的幫助裝上了機械鎧。
漫畫故事終章（108話）
在最後的照片裡依然在姚麟的身邊守護著。

#### 付爺爺
付爺爺（Fu）
- 聲優：堀勝之祐／香港：陳曙光→黃子敬／台灣：吳文民

姚麟的家臣，蘭芳的爺爺。
在拯救瑪利亞·羅斯少尉的行動中擔任嚮導，將羅斯少尉帶往清國安置。
「約定之日」前夕在中央市郊協助愛德等人對抗普萊德。翌日潛入中央司令部，與肯格·布拉多萊（拉斯）交戰時受到致命重創，想與對方同歸於盡但被阻斷，最終被帕卡尼亞拿劍貫穿自己身軀重創拉斯，比帕卡尼亞早一步壯烈犧牲。

### 張族

#### 張梅
張梅（May Chang）
- 聲優：後藤麻衣／香港：何璐怡／台灣：林美秀

清國的第十七公主，鍊丹術師，由代表張族的皇妃所生。與姚麟屬不同族而對立。代表清國最弱勢的張族，同樣為尋找長生不老之術而來到亞美斯多利斯。擅長鍊丹術的遠距離運用及療傷。
在尤斯威爾礦坑遇到斯卡一行人，並為斯卡療傷，因為與斯卡在本國同屬弱勢而互相幫忙。之後因為尋找熊貓小梅，與斯卡追踪阿爾馮斯到達父親大人所在。攻擊父親大人一伙失敗後與斯卡分頭逃走，躲在艾爾鎧甲內避過大總統的傷害，離開中央司令部後隨艾爾前往諾克斯醫生家中療傷。
起初聽到關於鋼之鍊金術師的傳言而心生嚮往，一心尋找「愛德華·愛力克公子」，但見到愛德本人後因為他是矮子而幻想破滅，轉而期待變回人型的阿爾。
在認識阿爾之後就參與對抗人造人，前往北方與斯卡、阿爾和馬可合力解讀斯卡之兄的研究，在抓到體內有賢者之石恩維後被斯卡勸說回國，不過因為擔心眾人的安危而回到中央。回去後雖然令恩維恢復能力，但眾人在她的鍊丹術幫助下，得以正面對抗父親大人。
漫畫故事終章（108話）
決戰時與父親大人交手受了傷，阿爾為了保護張梅，不惜以身體抵擋父親大人的殺著，導致作為靈魂媒介的盔甲嚴重破損而無法站立。在愛德即將被父親大人殺害之際，阿爾拜託張梅幫忙進行遠距鍊成，使他能以靈魂為代價換回愛德的右手。戰爭結束後，因為姚麟答應保護各族而與他和解，並隨他一起回到清國。
兩年後阿爾為了尋找張梅學習鍊丹術而到清國，最後的照片裡兩人似乎也像愛德和溫莉一樣結婚了。

#### 小梅
小梅（Shao May）
- 聲優：釘宮理惠／台灣：雷碧文

張梅身邊形影不離的一隻小型熊貓，一出生就因病（據說是基因突變）而長不大，雖是成獸卻體型嬌小，因而被父母遺棄，之後被張梅收養。
小梅總是和張梅做出同樣的動作出場，非常可愛。對待阿爾時顯得溫順，但對愛德時則顯得凶暴，有著自己心中的等級金字塔。
漫畫故事終章（108話）
最後的照片裡仍跟著張梅生活。

## 人造人

### 支配者 / 首領
製造、聚合、指揮人造人的幕後黑手。
原作漫畫
首領「父親大人」，原為「燒瓶裏的小人」（試管中的小人）。認為割捨情感才能成為完全的存在，故從自身靈魂分離出不需要的七種情感製作人造人，並以七宗罪命名。底下人造人分兩種，一種是從父親大人的體內直接抽出誕生，以賢者之石作為核心；另一種將帶有父親大人情感的液態賢者之石注射至精神強大人類來製成（如拉斯及古利德）。
動畫版第1作
首領 但丁。第1作中的人造人設定為人體鍊成失敗的產物，只有肉體和精神而沒有靈魂。外貌酷似人體鍊成的對象，在其遺骸前（如骨、頭髮等）不能活動，需要吞下賢者之石半製成品「血紅之石」才能發展成形及獲得再生能力。而人造人之所以協助但丁，也只是希望得到賢者之石力量，從而成為真正的人。
鍊金術師進行人體鍊成時，因對復活對象之強烈思念及記憶，部份會注入人造人身上，造成人造人各種人性化情感及背叛行徑，也使人造人能否完全被視為失敗品成為爭議疑問。
動畫版第2作
- 配音－家弓家正（日）魏伯勤/雷碧文（燒瓶）（台）

港譯用「霍爾蒙克斯」專門稱呼父親大人本人，以區分底下的人造人；其餘同原作。

### 拉斯多/賴斯黛  Lust
- 代表：「色慾」
- 銜尾蛇刺青位置：胸口中央

被稱做「最強之矛」的她，其手指可自由地伸縮且擁有將任何物體貫穿的破壞力。

原作漫畫
唯一女性外觀的人造人，認為人類是一種愚蠢的生物。化名索拉莉絲接近哈博克少尉想藉以得到相關情報，但最後在第三研究所內被馬斯坦古燒死。

動畫版第1作
- 配音－佐藤佑子（日）曾秀清（港）詹雅菁（台）

人物設定比原作複雜及更為人性化。斯卡之兄為了復活戀人而進行人體鍊成的產物、被但丁接收更新（劇中安比等人口中曾經提及「前代」拉斯多），斯卡之兄對戀人強烈思念及記憶部分注入拉斯多身上。為但丁效忠的目的是希望藉賢者之石成為人類，亦經常思考自己的來源，不斷受斯卡之兄情人過去的片斷記憶困擾，與斯卡多次交鋒後二人之間有著微妙的情感。在利奧爾被斯卡捨身所救後放走艾力克兄弟，因而被大總統（人造人普萊德）抓回但丁的地下都市。因為看穿但丁不會幫助人造人成為人類，在奉命殺死愛德時聯合愛德攻擊拉斯，但在兵工廠攻擊斯烏洛斯時被拉斯趕到阻止，被對方以遺骸（斯卡之兄情人頭髮）制服，並發動封印鍊成陣吐出大量血紅之石後被弱化後，被拉斯看穿自己真正的願望其實是尋求死亡後被殺。
於劇場版香巴拉的征服者片尾出現「門另一邊」的「拉斯多」，與另一邊的「斯卡」似乎是情侶關係，一同駕駛著載著吉普賽人的貨車四處奔走。

動畫版第2作
- 配音－井上喜久子（日）曾秀清（港）詹雅菁（台）

港譯以「色慾」解釋人造人、七宗罪用「淫慾」，其餘同原作。

### 庫拉多尼/桂杜尼 Gluttony
- 代表：「饕餮」
- 銜尾蛇刺青位置：舌頭上
- 偽真理之門、最敏銳嗅覺

常與拉斯多一起行動，因此對拉斯多有較深厚的感情。對他而言無不可食的，不管是人或合成獸甚至硬物依然照食不誤。肥胖的身驅和頭腦簡單就是他的特徵。口頭禪是：「可以吃嗎？」

原作漫畫
父親大人製造出來而失敗的「擬似真理之門」，有著為了尋找食物而極為靈敏的嗅覺，暴走時會打開肚子吞噬一切物質，沿邊伸長著肋骨，中間是「眼」，肋骨能自由收縮甚至將物體切割；肚子中的世界為無限的黑暗空間；唯一逃逸的方法是利用人體鍊成打開「真理之門」。
曾奉命吃下克塞魯克塞斯神殿壁畫鍊成陣遺跡的上部（獅子噬日的部分）以消滅證據。在追殺馬斯坦古時則將恩維、愛德和姚麟吞噬。
由於頭腦簡單，在故事中經常被人「打死」，曾有一段時間因再生能力耗盡而被父親大人回收，後來和「傲慢」一起在黑暗中跟姚麟及愛德等人對戰，處於下風，傲慢為了取得暴食的嗅覺，而將庫拉多尼吸收。

動畫版第1作
- 配音－高戶靖廣（日）陳卓智（港）劉傑（台）

原是但丁為了製造血紅之石的產物。拉斯多死後，但丁為控制意識混亂的庫拉多尼，便消去其舌頭上的銜尾蛇刺青，使他失去一切理性而只會為食慾而行動。本來打算吃掉變成賢者之石的阿爾，但由於阿爾為復活愛德發動鍊成而消失，因此轉向襲擊想逃跑的但丁，在升降機到達大總統辦公室時不見踪影。
在劇場版中則變成有多頭的巨大怪物地並留在地下都市中，以所有物件為食物，滲出的體液會化為血紅之石。在拉斯帶阿爾到來時出現，與拉斯激戰並被誘至阿爾的鍊成陣中，最後與拉斯一同被阿爾當成開啟「門」的材料。

動畫版第2作
- 配音－白鳥哲（日）陳卓智（港）劉傑（台）

港譯以「暴食」解釋人造人、七宗罪用「饕餮」，其餘同原作。

### 恩維/安比 Envy
- 代表：「嫉妒」
- 銜尾蛇刺青位置：左大腿上
- 身體擁有能夠隨意變換外貌的能力

外表為長得像女孩的美少年，實為「恐怖巨獸」。先後化身為亞美斯多利斯軍官及雷特教主柯奈洛，激起伊修瓦爾及里歐爾兩地衝突；以葛蕾希亚（休斯之妻）之姿槍殺休斯。曾被格利特揶揄為「最強怪物」。

原作漫畫
表面上看不起人類，並指人類的感情及為他人犧牲是愚蠢的行為，但實際上羨慕並妒忌人類能互相扶持，於是不斷煽動仇恨，希望看見人類自相殘殺以及絕望的表情。
曾與拉斯多一起捉拿馬可醫生，並將他禁錮在中央市地底。真身是身上附有大量克塞魯克塞斯國民肉體和精神殘骸，約劍龍大小的恐怖巨獸，在庫拉多尼追殺馬斯坦古失敗後前來助戰，意外與愛德和姚麟一起被庫拉多尼吞入肚中，後在愛德打開真理之門後逃出。
在斯卡和馬可逃離巴茲庫爾後設計把他誘到北方，並一度由馬可把他打至剩下類似胚胎的本體。在張梅帶他回新國途中，成功慫恿她帶自己回中央，並在地底奪取不死軍團的容器及賢者之石回復原本能力。之後承認是殺害休斯的凶手，被馬斯坦古的烈火再次燒剩本體。最後，以愛德知道他的內心想法而有所不甘為由，取出自身的賢者之石自殺。

動畫版第1作
- 配音－山口真弓（日）梁偉德（港）傅曼君（台）

本為霍恩海姆及但丁兩人因汞中毒而死去之子，霍恩海姆為使他復活而進行了人體鍊成。本人個性殘虐，早知但丁取得賢者之石只為自己，但希望透過欺騙和傷害他人，見到人類痛苦和絕望的表情。聲稱自己已經忘記原來的樣子，習慣以黑長髮少年的外貌出現；原貌在第50話中出現過，為類似霍恩海姆的少年樣貌。
因為認為霍恩海姆拋棄了自己，對他和愛力克兄弟產生嫉恨，一直以來也在追殺霍恩海姆；霍恩海姆消失後受但丁煽動，誓要阻止艾力克兄弟取回自己身體。原本大總統計劃在馬斯丹等人到逹北方後，讓恩維暗殺他們滅口，但恩維因為偏執於對霍恩海姆父子的妒恨，堅持留在中央對付艾力克兄弟。
在斯烏洛斯被消滅後化身雲尼，到兵工廠擄走成為賢者之石的艾爾。在但丁據點阻止愛德拯救艾爾，並變回原貌，在對方遲疑之際殺死他。在最終話中，艾爾為了復活愛德發動了自己全身的賢者之石，把企圖上前阻止的恩維一併趕到「門」前，遇到愛德的靈魂並得知霍恩海姆在「門」另一邊的世界，於是強行打開「門」，在「門」內先變成愛德，接著本來面貌，最後化為龍頭蛇身的巨獸型態，最後曾經稱呼霍恩海姆為「父親」，表示要回到他的身邊。可以想像安比體內同樣注入了部分霍恩海姆對兒子的記憶及情感，但人體煉成失敗、安比被霍恩海姆遺棄、導致後來性格負面及扭曲。

在劇場版當中仍以巨獸外貌出場，但被「杜利協會」抓捕，當成前往香巴拉所需開啟「門」的材料。

動畫版第2作
- 配音－高山南（日）梁偉德（港）林美秀（台）

同原作。

### 古利德/格利特  Greed
- 代表：「貪婪」
- 銜尾蛇刺青位置：左手背

追求世上所有一切，包括財富、權力、女性等，帶領著一群手下獨自行動。號稱「最強之盾」，盾牌全開時全身覆蓋一層由「碳」組成的物質防護，能抵擋任何種類的攻擊；缺點是無法同時進行再生與變硬。口頭禪是：「世上無事是不可能發生的。」外表雖壞，但本心其實是個好人。

原作漫畫
於一百年前因希望擺脫父親大人而背叛出走。聽說阿爾的靈魂附著於盔甲，於是擄來研究想獲得長生不老的生命；結果被前來南部視察的大總統（拉斯），以拯救愛力克兄弟為由，率隊攻入其根據地「惡魔之巢」酒吧，抓他回去給父親大人處置。因拒絕再次歸順，遭還原成液體般的靈魂，被父親大人喝下。後來父親大人又把「強慾」的賢者之石由姚麟臉部傷口注入他的血液中，使姚麟成為新的古利德。新的古利德雖然與拉斯一樣由人變成，但擁有再生能力。最初已忘掉前生的事情，完全與新的一樣，順服父親大人。但後來因為殺掉自己的舊部而恢復記憶，與拉斯決鬥不敵後再次叛逃。
跟愛德遇上後再次組隊，在約定之日屢戰拉斯及父親大人。然而最後還是被父親大人重新吸收回去，為了保護姚麟，不得已對他說出生平唯一的謊言，把身體還給他。回到父親大人肉體後，把其碳化而遭父親大人抹殺，但是臨走時帶著實現願望（擁有互相支持的同伴）的滿足，笑著消失。
是原作中「七宗罪」裡唯一一個背叛父親大人的，亦是最後一名消失的人造人。

動畫版第1作
- 配音－諏訪部順一（日）李錦綸（港）魏伯勤（台）

港譯「貪慾」。原是愛慕但丁的青年，死後被但丁以血紅之石進行人體鍊成的試驗。雖由但丁親手製造，但不想受限於血紅之石、渴望永恆的生命而背叛，因此被封印了140年。在艾力克兄弟夜探第五研究所時，因為66號引爆研究所而被解開封印，並帶走合成獸、金布里和修·塔卡逃到達布里斯。
同原作般擄來阿爾想研究長生不老之法；結果金普利和塔卡暗中聯絡亞伽率隊攻堅「惡魔之巢」酒吧。在成功擺脫拉斯多跟庫拉多尼的追殺後到達但丁居所，結果被但丁以他的遺骸削弱行動力，再被封印鍊成陣強迫吐出血紅之石，最後被追踪而來的愛德打倒。死前感慨愛德使自己得到解脫，向愛德透露了人造人的弱點（遺骸）。

動畫版第2作
- 配音－中村悠一（日）李錦綸（港）劉傑/李世揚（附身於姚麟）（台）

與斯卡、尤基同列於通緝令上；前來南部視察的大總統並未以救出愛力克兄弟為由，而是直接率隊攻堅；台譯以「強慾」解釋人造人、七大原罪用「貪心」；其餘同原作。

### 斯洛烏斯/斯洛司 Sloth
- 代表：「怠惰」
- 銜尾蛇刺青位置：右肩

速度最快的人造人，以與那具龐大體格不相襯，肉眼難以捕捉的速度進行衝刺攻擊，但因為無足夠的辨識力，因此即使能發動最快的速度，方向及準成度難以控制。外表強韌，大部分的攻擊對他無效，而且力量也十分驚人。特徵是說話時斷斷續續和有尾音，反應也極端遲鈍，口頭禪是：「真麻煩！」
- 動畫第1作的人物與原作及動畫第2作不同，第1作的能力則為使自身變為液體

原作漫畫
性格慵懶卻動作敏捷的強壯男性外觀，負責在亞美斯多利斯底下挖掘隧道，以構築國土鍊成陣，在布里克斯要塞曾被阿姆斯壯少將生擒，但在中央的威迫下被放走。最後在中央司令部和阿姆斯壯姊弟對戰，被阿姆斯壯少校、及時趕到的卡迪斯夫婦聯手擊斃。臨死前仍嫌思考麻煩。

動畫版第1作
- 配音－鷹森淑乃（日）梁少霞（港）詹雅菁（台）

與原作的設定全然不同。台譯「斯洛思」，第13話以茱麗葉·道格拉斯的身分首次登場。銜尾蛇刺青位置在左前胸上，可化為液狀遊走，榭絲卡第一次遇上她時以為是外星人。本是愛力克兄弟為復活母親朵莉夏而進行人體鍊成失敗的產物，被但丁找出且餵食血紅之石，頂替在伊修瓦爾內亂前兩年死亡的道格拉斯上尉身份，成為大總統秘書官在軍部活動，之後與大總統（人造人普萊德）在中央秘密聯絡人造人行動。因為明知自己是人造人卻有著朵莉夏的記憶，故希望殺死兄弟二人以證明自己並非他們母親，從而消除心中的矛盾。
為集合所有人造人而到約克島，把拉斯藏在自己體內以避開耳目帶走，之後常把拉斯收在體內一同行動。在大總統進攻利奧爾前夕，配合但丁計劃在居民逃亡通道埋伏，幾乎與拉斯一同殺死愛德，但愛德為保護羅賽母子奮力反擊，使二人無法成功得手。
最後奉命到兵工廠地下室帶走艾爾，一度被愛德以母親遺骨擲中凍結行動，並以封印鍊成陣迫使她吐出血紅之石，卻先後被艾爾和拉斯破壞愛德的行動。最後因為體內帶有愛力克兄弟母親遺骸的拉斯強行與她融合，使她無法動彈，被愛德將她鍊成乙醇而揮發消失。

動畫版第2作
- 配音－立木文彥（日）葉振聲（港）魏伯勤（台）

與原作相同。

### 普萊德/派拉特 Pride
- 代表：「傲慢」

原作中外表為小孩，是首位被父親大人製造出來「起始的人造人」，因此原形類似其本體，力量亦凌駕於其他人造人之上，能夠在影子裏行動，暗中監察各兄弟姊妹的忠誠度。
與原作和第二作動畫不同，第一作代表的人物則為大總統金格.布拉多萊。
原作漫畫
在漫畫版中第71話正式登場，化身為大總統養子傑利姆·布拉德雷（英語：Selim Bradley）。軍中以霍克愛中尉最先發現他的身份。父親大人製造「傲慢」以便他以當權者養子的身份監視其他人造人和歷屆當權者，並守衛國土鍊成陣的隧道。能出現在有光與影的地方，以影子控制其他傀儡和攻擊，甚至吞噬其他人（如庫拉多尼和金普利）並獲得他們的特殊能力。但在沒影子的情況下，即在「絕對光明」（照明彈）和「絕對黑暗」（密不透光的空間）中只能躲在無攻擊能力的容器——人類小孩形狀的身體裡；而其原形亦只有在國土鍊成陣的圓環隧道及中央區中心，才能離開人型容器活動。
在「約定之日」進行了人體鍊成，強行與馬斯坦古打開真理之門，使用作攻擊與防禦的影子「觸手」消失，也令人型容器失去再生能力瀕臨崩壞，因此想侵佔愛德身體作為新的容器。但在體內金普利靈魂阻撓下，反被愛德破壞了人體容器。之後愛德保留其原本體（外形像人類嬰兒一般，但僅有手掌心大小，額頭上長有類似肚臍的東西），使他成為結局唯一存活的人造人，並由養母布拉德雷夫人撫養，成長為性格溫柔善良的孩童（服裝跟之前一樣、額頭上有類似肚臍的東西、包著紙尿褲）。
動畫版第1作及劇場版
- 配音－柴田秀勝（日）招世亮（港）吳文民（台）

在第1作中，普萊德（港譯「布萊特」）的身份是大總統金格.布拉多萊。但丁引以自豪的「傑作」，左眼帶著銜尾蛇刺青的「最強之眼」，可看見空氣的流動，以及逐步改變外形，使自己外形變老，與其他人造人一樣擁有再生能力。在但丁授意下四處發動戰爭，將人推向絕望的深淵，從而產生賢者之石的原材料和製造者。其養子名叫「傑利姆·布拉德雷」，只是個天真無邪的一般小孩。
在中央司令部與人造人斯洛烏斯（秘書官茱麗葉·道格拉斯）聯絡其他人造人配合行動，暗中推動艾力克兄弟追查賢者之石，並在人造人迫愛德鍊成賢者之石失敗後，親自率兵攻打第五研究所，以便暗中放走他們，並把罪名推在已死的古蘭准將身上；之後聯絡人造人出手殺死休斯。
為達目的晉升求功心切的亞伽，又親臨東部指揮金布里和修·塔卡帶合成獸潛入利奧爾殺戮居民，更想犧牲愛德華作為攻城的藉口，結果在金布里死後下令軍隊攻城。事後為追緝被斯卡鍊成賢者之石的艾爾，把數千軍人犧牲的罪名加在兄弟二人身上，並暗中捉住放走二人的拉斯多。得悉馬斯丹和阿姆斯壯識破自己真正身份後，表面上分別擢升二人為准將和中校，派往北方抵禦外敵，實際上欲在北方趁機除去二人。
在與馬斯坦古最終決戰中，因不知情的養子帶來其頭骨遺骸而動彈不得，被馬斯坦古燒死而完全消失，頭骨亦被馬斯坦古丟進火中燒毀。

動畫版第2作
- 配音－柴田秀勝／木內秀信［青年］（日）招世亮（港）吳文民（台）

同原作。

### 拉斯 Wrath
- 代表：「憤怒」
- 銜尾蛇刺青位置：左眼
- 擁有「最強之眼」，可以看見物體動作的瞬間；體能超越人類，同時也是劍術高手。

登場時大概六十歲左右，唯一會衰老的人造人。表面身份為一國之君，也是人造人之間一度以為是父親大人的最後皇牌。
- 與原作及第二作動畫不同，在第一作動畫中，則為在無人島上出現的一個小孩。左腿和右臂則為愛德華在人體錬成時被拿走的身體的部分。

原作漫畫
公開身份為大總統金格·布拉多萊，自幼以「大總統候補」的身份和其他候補一同在秘密訓練所接受「大總統訓練」。成年後被注入代表「憤怒」的賢者之石，成為人造人，並被授名為「金格·布拉德雷」，當上大總統。因為是直接將賢者之石注入到人類身體裡，原本的靈魂與賢者之石的眾多靈魂死鬥後僅存活一個靈魂，所以和正常人一樣會衰老，受傷後也無再生能力，死後肉體依然存在而不會消失，本人也無法確定存活下來的靈魂是原本的還是別人的。
幕後一直以總統身份活動，配合父親大人開闢國土鍊成陣並到處殺戮；為保護「人柱」多番維護愛力克兄弟。因為武功高強，幾乎是整套作品裡最厲害的人。曾以一人之力擊倒古利德及其合成獸同伴們，將古利德生擒去見父親大人。即使被清國蘭芳及姚麟圍攻仍不落下風，甚至能傷倒二人，到最后失去最强之眼及遭重创时对决马斯坦古和斯卡仍能轻松打败。被普萊德質問為何放過對手時，回答是避免影響大局並想從中取樂。
在約定之日，在古拉曼設計下，回程時鐵路橋墩被炸而下落不明；然而還是成功逃生並回到中央市。憑一人之力對抗帕克尼亞、胡爺爺及古利德（姚麟）三人。最終帕克尼亞、胡爺爺陣亡，拉斯則負傷跌進護城河中，最強之眼亦被姚麟破壞。潛回地底之後制服馬斯坦古，使他被普萊德強行打開真理之門。及後獨自一人對陣斯卡，受到光芒影响视力，被斯卡趁机以「分解」的右手擊斷雙臂，傷勢過重而死，斯卡亦身負重傷。死前對自己一生並非被父親大人完全控制感到坦然，亦對自己選擇的妻子非常自豪，指自己不用對她留下任何遺言，因為「王的妻子就會有一定的素質」。

動畫版第1作
- 配音－水樹奈奈（日）沈小蘭（港）林美秀（台）

動畫版第1作的原創人物，第28話首次登場。原是伊茲米·卡迪斯死去的嬰兒，送入「門」內進行人體鍊成；在愛德企圖鍊成母親來到「門」前，以及鍊回艾爾靈魂時，分別奪去他的左腿和右臂。長大後獨自從門裡逃出，被但丁接收為人造人，銜尾蛇刺青位置在右腳前掌。因為奪取了愛德的右臂和左腿，故亦獲得使用鍊金術的能力，可將其他物質與自己的身體融合。
原本失去記憶在約克島上流浪，是個「天真無邪的孩子」。直至被伊茲米接回家中不久，即被軍方擄去南方司令部，並被恩維餵食血紅之石而恢復所有記憶。其後在約克島上欲一併奪走愛德其餘身軀，取代他成為人類，與他激戰不敵而逃，被斯洛思收入體內帶走，之後把斯洛思當作母親看待，並常藏在她體內一同行動。在大總統進攻利奧爾前夕，配合但丁計劃在居民逃亡的地下通道埋伏，幾乎與斯洛思一同殺死愛德，因為愛德為保護羅賽母子奮力反擊而未能成功。
在艾力克兄弟被通緝後，與拉斯多到南部追擊逃出利賽布爾的愛德，但因拉斯多反叛聯合愛德而被打倒。復活後趕到兵工廠搶走愛德母親遺骨融入體內，並強行與斯洛思融合，但反而凍結了她的行動，導致她被愛德消滅。之後要求但丁復活斯洛思，卻反遭但丁趕到「門」前，被切除原不屬他的右臂和左腿，使他無法使用鍊金術。最後在溫莉·洛克貝爾為他裝上機械鎧後去向不明。
在劇場版中當溫莉去伊茲米的墓獻花時，發現他狼狽地坐在墓園旁的樹林裡；在溫莉為他修好機械鎧後，帶阿爾到中央市的地下都市中並一同碰見庫拉多尼。最後犧牲自己為代價，與庫拉多尼一同成為阿爾開啟「門」的材料，自己亦到達「門」前回到已故伊茲米懷抱中。

動畫版第2作
配音－柴田秀勝／木內秀信［青年］（日）招世亮（港）吳文民（台）
同原作。

### 不死軍團
量產的人造人，沒有名字和較正式的個別稱呼，是將賢者之石大量注射入活人體內後產生的產物，外貌為獨眼，全身雪白並有著特定線條，平時處於休眠，在政變時被放出來抵抗北方軍的進攻，結果敵我不分地無差別攻擊。部分因追擊張梅結果被恩維所吸收令恩維重新生成全新的肉體。其他被阿姆斯壯堂姐弟和軍隊所消滅了。

### 七原罪（the seven cardinal sins）
| 音譯     | 英文     | 解釋         | 人物別稱、身份                           | 人物別稱、身份                                                    |
| 音譯     | 英文     | 解釋         | 原作漫畫、動畫第2作                      | 動畫第1作                                                         |
| -------- | -------- | ------------ | ---------------------------------------- | ----------------------------------------------------------------- |
| 拉斯多   | Lust     | 色慾（色慾） | 最強之矛                                 | 斯卡之兄人體煉成失敗的戀人                                        |
| 庫拉多尼 | Gluttony | 饔飧（貪吃） | 敏銳嗅覺、偽真理之門                     | 為了製造血紅之石的產物                                            |
| 恩維     | Envy     | 嫉妒（妒忌） | 恐怖巨獸                                 | 原為霍恩海姆、但丁之子，擁有變身能力                              |
| 古利德   | Greed    | 貪婪（強欲） | 最強之盾、與姚麟共享身體                 | 原為愛慕但丁的青年                                                |
| 斯洛烏斯 | Sloth    | 怠惰（怠惰） | 最快速度                                 | 愛德華兄弟人體煉成失敗的母親，表面身份是大總統秘書茱麗葉.德格拉斯 |
| 普萊德   | Pride    | 驕傲（傲慢） | 起始人造人、表面身份是大總統的養子賽利姆 | 大總統金格·布拉多萊                                               |
| 拉斯     | Wrath    | 憤怒（暴怒） | 最強之眼、金格·布拉多萊大總統            | 原為伊茲米·卡迪斯的嬰孩，性別不明                                 |

## 合成獸

### 妮娜·塔克
Nina Tucker
配音
- 日本第一期動畫：興梠里美
- 日本第二期動畫：諸星堇
- 香港：曾佩儀
- 台灣：林美秀

修·塔克的女兒。在愛德和阿爾來到塔卡家時，將兩人視為哥哥般愛戴。後來和寵物狗亞歷山大一起被父親炼成合成獸，因為無法回復原狀，被斯卡殺死以解脫痛苦。她的悲慘故事令愛力克兄弟非常悲慟，成為二人努力下去的動力之一，也使他們更深切體會到鍊金術並非萬能。即使所有事情完結，兩兄弟仍為避免同類事情再次發生而踏上旅途。

### 格利特的手下

#### 罗亚
Roa
配音
- 日本：稲田徹；香港：盧國權（第一作）；台灣：林谷珍(第二作)

牛的合成兽，以重锤为武器。動畫第一作中为使格利特安全离开而与多魯契德被拉斯多杀死；漫畫及動畫第二作中为保护格利特而被大总统分屍。

#### 多鲁契德
Dolcetto
配音
- 日本：勝杏里；香港：鄺樹培（第一作）

狗的合成兽，拥有灵敏的嗅觉，以太刀为武器。動畫第一作中为使格利特安全离开而与洛亚被拉斯多杀死；漫畫及動畫第二作中为保护格利特而被大总统腰斬而死。

#### 马黛儿
Martel
配音
- 日本：本田貴子；香港：黃玉娟（第一作）；台灣：錢欣郁(第二作)

蛇的合成兽，善使飛刀，双手能像蛇一样伸长並缠住物品。
動畫第一作中，在「惡魔之巢」被攻陷後，因為藏在艾爾鎧甲中而避過殺害。之後在東南小鎮重遇兄弟二人，送他們到伊修巴爾廢墟，並告訴他們自己與同伴出身特工隊、潛入伊修巴爾殺戮挑起爭端，以及成為代罪羔羊後被鍊成合成獸的往事。在軍部欲殺死金布里報仇事敗，潛伏軍部偷聽到大總統進攻利奧爾的計劃，脅持大總統失敗後藏身艾爾鎧甲內，把大總統的計劃及人造人身分告訴艾爾，之後被大總統用劍刺入鎧甲內殺死。
漫畫及動畫第二作中被阿尔困在的铠甲内，被大总统用剑刺死，死時鮮血濺到阿尔鎧甲內的血印上，喚起他進行人體鍊成和見到真理的記憶，使他從此不需鍊成陣就可施行鍊金術。

#### 
Bido
配音
- 日本：

蜥蜴的合成兽，原作中唯一不是被大总统殺死的合成兽。動畫第一作中沒提及名字，被軍方攻入酒吧開槍殺死。漫畫和動畫第二作中逃出後，跑到中央市地底追尋格利特（姚麟），被他以不認識為由殺害。但他的死成功喚起格利特前生的記憶，導致他精神混亂，跑到大總統的宅邸攻擊金·格·布拉德雷失敗，並再次背叛父親大人。

#### 烏魯奇
鱷魚的合成兽。動畫第二作中沒有提及名字，在大總統率兵攻入根據地時，被軍隊開槍射殺。

### 金普利的部下
僅在原作及動畫第2作中出現。

#### 傑爾森
Jerso
配音
- 日本：志村和幸；台灣：吳文民

原中央司令部軍人，少尉，蟾蜍的合成兽，有著極佳的跳躍能力，口水具有黏性。與桑巴諾在北方巴茲庫爾協助金布里追捕斯卡，與愛德華對戰失手被擒；在阿爾馮斯勸解下，為了恢復人型而加入他們的陣營，並跟隨馬可和斯卡等人行動。在約定之日會合愛德闖入中央地底，大戰不死士兵和金牙博士。結局與阿爾一同前往清國。

#### 桑巴諾
Zampano
配音
- 日本：疋田高志；香港：林保全；台灣：李世揚

原中央司令部軍人，少尉，兩種型態（豬与豪豬）的合成兽，能發射背上的尖刺進行攻擊。與傑爾森在北方巴茲庫爾協助金布里追捕斯卡，與愛德對戰失手被擒；在阿爾馮斯勸解下，為了恢復人型而加入他們的陣營，並跟隨馬可和斯卡等人行動。在約定之日會合愛德闖入中央地底，大戰不死士兵和金牙博士，並在地面協助攻擊父親大人。結局與阿爾一同前往清國。

#### 海因凱爾
Heinkel
配音
- 日本：辻親八

原中央司令部軍人，少尉，獅子的合成兽，具夜視能力。與塔利烏斯在北部奉命監視艾力克兄弟。在巴茲庫爾對戰愛德華時金普利貿然發動爆炸，被豎井瓦礫所困，反而被重傷的愛德所救，決定反叛並幫助愛德。並不抗拒成為合成獸，愛德常叫他獅子大叔。在約定之日前夜，於中央市郊被普萊德所傷，天亮後再被金普利重創；面對強敵成功說服阿爾用賢者之石對抗二人。在馬可趕到並以賢者之石為自己療傷後，乘隙咬斷金普利喉嚨。結局跟尤基和塔利烏斯加入馬戲團，成為表演用獅子。

#### 塔利烏斯
Darius
配音
- 日本：天田益男

原中央司令部軍人，少尉，大猩猩的合成兽，力氣異常巨大。與海因凱爾在北部奉命監視艾力克兄弟。在巴茲庫爾對戰愛德華時金普利貿然發動爆炸，被豎井瓦礫所困，反而被重傷的愛德所救，決定反叛並幫助愛德。並不抗拒成為合成獸，愛德常叫他猩猩大叔。在約定之日跟愛德闖入中央地底，大戰不死士兵和金牙博士，並在地面協助攻擊父親大人。結局跟尤基和海因凱爾加入馬戲團，成為表演用野獸。

## 其他角色

### 朵莉夏·愛力克
Trisha Elric
愛德華、阿爾馮斯的母親，對家人十分溫柔。在丈夫霍恩海姆離開後，強忍著離別之苦一手養育艾力克兄弟，兄弟二人也冠以母姓。
在故事中不時出現在愛德華和霍恩海姆的夢和回憶中，本人的逝世使艾力克兄弟企圖進行人體鍊成復活她，失敗後觸發二人踏上艱險歷程，故事亦由此展開。
原作漫畫
經比拿可·洛克貝爾介紹，認識流浪至利塞布尔的丈夫霍恩海姆，與兒子一同成為他制止父親大人陰謀的原動力，本人完全知道丈夫身為賢者之石不老不死之真相以及離開家人的原因。在兒子年幼時不幸患上傳染病，病重時託比拿可捎給丈夫遺言：「未能遵守約定，要先走一步，真是抱歉。」之後帶著對丈夫的思念，26歲就逝世了。
墓碑上顯示生卒年份為1878-1904，即逝世時愛德約五歲、阿爾約四歲。
動畫版第1作
- 配音－鷹森淑乃（日）梁少霞（港）詹雅菁（台）

大陸和台灣譯為「崔夏·愛力克」。並不知道霍恩海姆肉體遂漸腐化之真相，霍恩海姆不願面對妻子而不辭而別，之後獨自養育艾力克兄弟。死於長期病患；逝世時愛德十歲、阿爾九歲。
但丁把艾力克兄弟二人進行人體鍊成失敗的產物轉化為人造人斯烏洛斯時，斯烏洛斯亦帶著朵莉夏對兒子的記憶。
動畫版第2作
- 配音－鷹森淑乃／西野陽子［幼女］、三木勇氣［少女］（日）梁少霞（港）詹雅菁（台）

曾在27話霍恩海姆的夢中，以幼女至少女型態出現；其餘同原作。

### 比拿可·洛克貝爾
Pinaco Rockbell
外科醫生兼著名機械鎧技師、溫莉的祖母，是個子矮小並戴著圓眼鏡的老奶奶。照顧從小失去雙親的溫莉，在愛力克兄弟失去母親後亦待如親孫，年輕時身子高很多，人稱「利塞布爾的母豹」。
原作漫畫
自年輕時就是霍恩海姆的好友，也是介紹朵莉夏給霍恩海姆的媒人，在霍恩海姆離家、朵莉夏病故後，其兒、媳也在伊修瓦爾內亂行醫時慘遭失去理智的斯卡殺害。之後就負責照顧艾力克兄弟和溫莉。
動畫版第1作
- 配音－麻生美代子（日）林丹鳳（港）

譯為；其兒、媳在伊修瓦爾內亂行醫時被馬斯坦古奉命槍決。
動畫版第2作
- 配音－麻生美代子／小山茉美［年輕時］（日）林丹鳳（港）詹雅菁（台）

曾在第27話霍恩海姆的夢中以年輕型態出現；其餘同原作。

### 羅賽
Rose
來自東方邊境市鎮里歐爾，長著紅、黑長髮的善良少女，太陽神雷托教的信徒，希望男友能藉教主神力復活。
原作漫畫
在愛德揭破柯奈洛的騙術後希望幻滅，但受愛德的激勵重新振作，積極協助重建暴亂後的里歐爾。霍恩海姆及阿爾、溫莉等一行人來到里歐爾後主動招待。
動畫版第1作
- 配音－桑島法子（日）陸惠玲（港）姚敏敏（台）

皮膚黝黑。男友叫凱因。羅賽最終發現柯奈洛「復活」的只是有著凱因聲線的鸚鵡合成獸，並幾乎被牠殺死；後來在里歐爾暴亂時被軍方押走，回來後無法說話並產下一子。因有著超凡的魅力和聲望，被利奧爾居民當作聖母崇敬。在亞伽率兵攻入利奧爾前夕，於地下道阻止人造人拉斯和斯洛烏斯（茱麗葉·道格拉斯）殺死愛德時回復了說話能力。之後隨萊拉（但丁）到達地下都市，並被控制心神，僅餘保護兒子的母性，差點被但丁作為靈魂轉移的對象；在愛德被殺的一刻喚醒心神，愛德復活後受他所託，帶著拉斯離開地下都市。結局片尾顯示她暫居在比拿可家中。
劇場版中（兩年後）回到已重建的利奧爾，照顧兒子和當地孤兒。
動畫版第2作
- 配音－雪野五月（日）朱妙蘭（港）林美秀（台）

同原作。

### 柯奈洛
Cornello
太陽神雷托教教主，被拉斯多利用，以賢者之石在里歐爾行「奇跡之術」（實為鍊金術）蠱惑群眾，想藉此組成不怕死的軍團拿下國家，並暗中以動物鍊成合成獸。敗於愛德後本人被人造人所殺，由恩維變身為他繼續煽動群眾引發暴亂。
原作漫畫
下場被拉斯多殺害，並被庫拉多尼吃掉。
動畫版第1作
- 配音－有本欽隆（日）譚炳文（港）符爽（台）

台譯同港譯「雷特教」，曾鍊成羅賽男朋友凱因的鸚鵡合成獸。下場則活生生被庫拉多尼吃掉。
動畫版第2作
- 配音－加藤精三（日）譚炳文（港）宋克軍（台）

同原作。

### 教主親信
太陽神雷托教傳教者，教主的親信；發現恩維變身柯奈洛而被庫拉多尼吃掉。
原作漫畫
羅賽的師兄，知情並協助教主的計畫。
動畫版第1作
名叫克雷，不知情下支持教主。
動畫版第2作
改稱副教主，其餘同原作。

### 巴魯特
東部激進團體「青之團」的成員，軍人出身，左臂安裝了雙管機槍和伸縮刀的機械鎧，因為被軍部革除懷恨在心向軍方報復。帶頭潛入火車挾持哈庫洛將軍一家，要求釋放收押中的指導者。
原作漫畫
不但被執行任務的愛力克兄弟打敗，不服輸還被馬斯坦古上校燒傷。
動畫版第1作
東部解放戰線「青之團」成員，要求以關在中央八號監獄的首領交換人質；事發時間提早至愛德參加國家鍊金術師考試之前，不服輸則被時任中校的馬斯坦古燒傷。
動畫版第2作
未出場。

### 尤基
Yoki
在尤斯威爾當地魚肉鄉民、作威作福的煤礦負責人；眼中只有金錢、地位及名譽，為了出人頭地誰都可背叛。失去礦場經營權、被舉發惡行後逃亡。
原作漫畫
本是當地礦場老闆，用錢買中尉官職並賄賂中央高官謀仕途，但因為扣減工錢和徵收重稅激起礦工不滿，被來到尤斯威爾的愛德華施計奪走礦場，轉交礦工手上；被通緝後生活每況愈下，輾轉逃亡到東都郊外的貧民窟，被當地的伊修巴爾人收留並遇到斯卡。曾為一己之私出賣斯卡，但因緣巧合與張梅、斯卡和馬可一起闖蕩。在對決金普利和人造人時也偶爾幫得上忙，故事最後的相片上則有與海因凱爾（獅子）和塔利烏斯（猩猩）一起在馬戲團的合照。
動畫版第1作
- 配音－矢尾一樹（日）陳永信（港）

奉命上任的中尉負責人，賄賂官員謀仕途；除了任用萊拉作為手下與原作有異，被愛德奪走礦場的情節大致同原作。逃亡到南部奇修亞西邊貧民窟，為一己之私向中央告發斯卡，軍方前來搜捕而招致民眾憤慨，當眾被混在人群中的拉斯多暗殺，藉啟事端。
動畫版第2作
- 配音－矢尾一樹（日）陳永信（港）劉傑（台）

於第13話正式登場，之前以一紙報告及通緝令帶過，尤斯威爾事件以默劇式的回憶敘述，其餘同原作。

### 卡耶爾
其父荷林是尤斯威爾當地礦工並開了一家旅館。
原作漫畫
遇到尋找賢者之石的愛德相助趕走尤基。後來在送便當給父親荷林途中，遇到剛抵步並餓倒路邊的張梅。
動畫版第1作
台譯「凱亞爾」，在前來視察的愛德相助下奪得礦場，並趕走尤基。
動畫版第2作
自己與父親的名字都未被提及。首先在尤基的回憶裡登場；與父親等人在張梅帶著恩維本體要回國時才首次遇到她；其餘同原作。

### 提姆·馬可
Tim Marcoh
前國家鍊金術師「結晶之鍊金術師」，人稱「馬可醫生」，擅長生體鍊成，亦精研賢者之石。在伊修瓦爾內亂時，主持把被肅清的伊修巴爾籍軍人鍊成賢者之石的工作，因為受良心譴責，攜帶賢者之石試作品逃走，化名「馬洛」在鄉下隱姓埋名。
原作漫畫
在訪尋而至的愛德及阿姆斯壯少校離開後，隨即被追踪到來的拉斯多逼供出給愛德的線索，並被恩維、庫拉多尼抓回去中央市地底繼續研究賢者之石；後遇斯卡以詐死之計協助脫逃，並由斯卡、張梅合力將其毀容變臉，避開人造人的追查。在北部成功與張梅、阿爾和斯卡破解斯卡之兄的研究，引誘恩維出來並將之擊敗生擒。在約定之日協助阿爾擊倒金普利，跟眾人一起開進中央。擊敗父親大人後，以手上賢者之石為失明的馬斯坦古換回視力，但具體要求馬斯坦古開放伊修瓦爾地區、讓伊修瓦爾人回到他們的聖地，並讓自己能在當地行醫。本人私下十分敬重溫莉雙親。
動畫版第1作
- 配音－戶谷公次（日）源家祥（港）

在伊修巴爾內亂時，奉巴斯克·古蘭准將之命運送賢者之石試製品到戰場，作為鍊金術增幅劑；目睹馬斯坦古奉古蘭准將之命殺死諾貝爾夫婦，並勸阻馬斯丹自殺。
第12話被提及曾至傑諾塔姆醫治受紅水之害的嬰兒，隱性埋名於海德村，在艾力克兄弟訪尋他時亦被古蘭准將尋獲，被押送途中遇到斯卡的追殺，之後因為阿姆士唐少校趕到而一度逃離，並向艾力克兄弟透露伊修巴爾內亂經過。在再次遇上斯卡時，以手上賢者之石擲向斯卡右手手心，成功阻止他發動手臂鍊成陣殺死愛德。
一度與愛力克兄弟想逃到沒人認識的地方，但得悉愛德想回去諾貝爾家後拒絕跟隨，之後被大總統找到並安置在飯店。在拉斯多和庫拉多尼逼供出給愛德的線索後，被庫拉多尼吃掉。
動畫版第2作
- 配音－小室正幸（日）朱子聰、譚炳文（代配）（港）魏伯勤（台）

在拉斯多逼供出給愛德的線索後，被抓回去繼續研究賢者之石；以手上賢者之石為失明的馬斯坦古換回視力，但要求他幫助伊修瓦爾復興。而馬斯坦古也有心要開放伊修瓦爾地區，讓伊修瓦爾人回到他們的聖地；另外應馬斯坦古請求，以賢者之石為哈博克治好癱瘓。其餘同原作。

### 48號
已廢棄第五研究所的守衛，原兄弟二人組殺人魔、編號48號的死刑犯「切碎者」（Slicer）；表面上兩年前被處死，實際上跟阿爾同樣將靈魂定著於盔甲，哥哥在頭部、弟弟則在軀幹上。喜歡在戰鬥中追求緊張感，使用類似日本刀的劍（在鍊金術世界沒日本這國家）。即使利用二人一組之便突襲，仍敗於愛德。
原作漫畫
對戰時被愛德發現內有玄機，毫不掩飾說明並指出血印的弱點；被打敗後，哥哥很高興被愛德當作人，正吐實之際被拉斯多滅口，弟弟則被恩維嫌囉唆礙事也被殺了。
動畫版第1作
- 配音－兄：大瀧進矢（日）鄺樹培（港）魏伯勤（台）／弟：坂口候一（日）劉昭文（港）吳文民（台）

對戰時愛德發現內有玄機，說明並指出血印的弱點；被打敗後，弟弟很高興被愛德當作人，自己破壞血印自殺，哥哥則在拉斯多以阿爾威脅愛德精製賢者之石時被殺，藉此殺雞儆猴。
動畫版第2作
- 配音－兄：松本大（日）雷霆（港）吳文民（台）／弟：野島健兒（日）黃榮璋（港）劉傑（台）

省略說明血印連結原理部份，其餘同原作。

### 66號
已廢棄第五研究所的守衛，原殺人魔編號66號的死刑犯「剁碎手巴利」（Barry the Chopper）；表面上被處死，實際上跟阿爾同樣將靈魂定著於盔甲。被捕前職業是肉販，喜歡肢解人類時的快感，以「我殺故我在」證明自己的存在。
原作漫畫
本身是個壯漢，從第一個被肢解的美女老婆起，被逮捕入獄時已殺了23人。與阿爾交戰佔上風之際，被趕來的羅斯少尉、普羅修中士制止，利用突發自爆乘亂逃逸。後遇到並喜歡上強悍的霍克愛，陰差陽錯之下加入了馬斯坦古等一行人；獻計救出被誣陷殺害休斯中校的羅斯少尉，在反擊行動中被其腐爛肉體吸引靈魂，追逐到第三研究所地下大門前遭拉斯多擊破，最終肉體破壞其殘骸血印，雙雙而亡。
動畫版第1作
- 配音－（日）林保全（港）劉傑（台）

第8話以人的身分首次登場。跟老婆吵架、憤而將她殺死分屍後，發現肢解快感成為針對美女下手的殺人魔；外表長得秀氣、常扮成女人送貨打聽消息，溫莉和追踪前來的愛德險喪其刀下，幸好阿爾跟休斯中校及時趕到，將其逮捕入獄，因此對艾力克兄弟記恨；在第五研究所與阿爾交戰佔上風之際，因斯卡亂入而不敵，利用自爆機關乘亂逃逸。之後加入斯洛思所雇傭兵攻擊伊修瓦爾難民，在誘殺艾力克兄弟跟斯卡時，被斯卡擊飛撞上傭兵首領鍊金術裝置爆炸，並遭斯卡踩碎頭部殘骸血印而亡。
動畫版第2作
- 配音－梅津秀行（日）林保全（港）魏伯勤（台）

未獻計也沒提及其美女老婆，拯救羅斯少尉行動全由馬斯坦古主導；其餘同原作。

### 貧民窟少年
救起並照料斯卡的少年。
原作漫畫
母親是伊修瓦爾人的混血少年，住在東都郊外的貧民窟，在下水道發現斯卡。
動畫版第1作
伊修瓦爾少年，弟弟名叫利克、兄長叫雷歐，弟弟常思念在伊修瓦爾內亂中逝去的母親，兄長在知道母親有眼疾的真相後亦消除了對母親的誤會。
原住在伊修瓦爾難民部落，曾兩次救起斯卡。之後弟弟遭前來追殺斯卡的傭兵擄去當誘餌，後與難民輾轉逃到奇修亞西邊貧民窟避風頭。在馬斯坦古搜捕斯卡並鎮壓貧民窟暴動後，被艾力克兄弟救出回到貧民窟找尋斯卡之兄的師傅；之後隨族人一同到新的定居點。結局片尾顯示二人最後回到重新開放的伊修巴爾地局協助重建。
動畫版第2作
同原作。

### 帕妮孃
Paninya
幼時因捲入火車事故而裝著機械鎧的少女。
原作漫畫
失去雙腳、流落街頭，被好心的多明尼克免費裝上機械鎧；為報答在拉修巴雷當扒手。偷了愛德的銀懷錶，原想用之償還機械鎧的費用；遭愛德一行人在舊貨舖截擊。後來改過自新，幫助阿爾對抗付爺爺。
動畫版第1作
- 配音－冰上恭子（日）林元春（港）

失去右臂跟雙腳、流落街頭，被好心的多明尼克收養並裝上機械鎧；想證明多明尼克的機械鎧很厲害，在溫莉協助下拿走愛德的銀懷錶，並展開了機械鎧性能的較量。最後愛德奪回懷錶並向帕妮孃說出「我這套機械鎧不可能輸給你的那套」，使溫莉心中暗喜。
動畫版第2作
- 配音－岡村明美（日）林元春（港）劉如蘋（台）

偷愛德的銀懷錶是想拿去報答多明尼克恩情；遭愛德一行人在多明尼克家前截擊；其餘同原作。

### 多明尼克·雷克魯多
Dominic
能幹的機械鎧技師，認為「加爾巴林（Culverin）砲是男人的浪漫」。認識溫莉的祖母比拿可，仍懼於當時「利塞布爾的母豹」威名。
原作漫畫
不喜接觸人群且不太理會別人，為獲得機械鎧所需良好礦石，與兒子一家同住在拉修巴雷城外深山中的工作室；本著男人技師的浪漫，在帕妮孃左腳裝上1.5吋口徑的加爾巴林砲。原本堅持不收徒，但在溫莉為孫兒接生後慢慢接受她，除了為她介紹師傅外，亦願意向她傳授機械鎧技術。
動畫版第1作
- 配音－鄉里大輔（日）盧國權（港）

與帕妮孃相依為命，在拉修巴雷經營工作室；起初因為大男人主義拒絕為帕妮孃的機械鎧裝上槍砲，之後默許溫莉在她右腳裝上1.5吋口徑加爾巴林砲。結局片尾顯示雲尼在愛德消失後，到他工作室中繼續鑽研機械鎧技術。
動畫版第2作
- 配音－飯塚昭三（日）魏伯勤（台）

並無提及「加爾巴林砲是男人的浪漫」、「利塞布爾的母豹」；其餘同原作。

### 梅森
卡迪斯夫婦肉店的夥計。肌肉型男子。
原作漫畫
食宿在卡迪斯夫婦家裏。曾受伊茲米指示戴著面具，在達普利斯觀光勝地卡烏羅伊湖、無人的約克島上，化身面具人監視及鍛鍊愛力克兄弟，並負責師徒一行人來回划船的工作；直到修行結束時愛力克兄弟才知其真面目。在古利德等人擄走阿爾之際打探行蹤，通知卡迪斯夫婦有人目擊阿爾進了工廠廢墟，並被搬至酒吧「惡魔之巢」（Devil's Nest）的地下室。
到了約定之日臨近，卡迪斯夫婦遠赴北方捎口信，自己則留在肉店留守。事情結束後繼續跟卡迪斯夫婦一起經營肉店。
動畫版第1作
未食宿在卡迪斯夫婦家裏；直到數年後愛力克兄弟被伊茲米丟在島上冷靜一下，和伊茲米回來時告知他們自己正是當年的面具人；並未打探阿爾的行蹤以及「惡魔之巢」相關事情，而是由但丁告知卡迪斯夫婦；其餘同原作。
動畫版第2作
未食宿在卡迪斯夫婦家裏，也未曾參與愛力克兄弟在無人島上的修行，當時師徒一行人來回划船工作由伊茲米的丈夫席古負責；其餘同原作。

### 朱利歐·科曼契
國家鍊金術師「銀之鍊金術師」，左腿裝上了木腳義肢，自身可高速旋轉。
原作漫畫
過去曾是軍人，也是參加伊修瓦爾殲滅戰的國家鍊金術師之一，後來因為左腳被伊修瓦爾的兒童弄傷導致截肢而退出戰場，多年後與斯卡戰鬥時墮入水中，遭其殺害。
名稱與戰鬥時的旋轉動作參考自美軍的RAH-66卡曼契直升機。
動畫版第1作
未出場
動畫版第2作
- 配音－宮澤正（日）吳文民（台）

僅顯示他在伊修瓦爾殲滅戰中失去左腿，未提及原因；其餘同原作。

### 金牙博士
在原著和動畫第2作中登場的角色，一個有著外斜視、沒有公開名字和真正身分的神秘人物。以前往北方治療負傷的金布里的醫生身分正式登場。其實是至少六十年前便在軍部工作的鍊金術師，並參與制造布拉多萊（拉斯）及培育其他「候補大總統」，曾現身在布拉德雷的憶述中，六十年來外表沒有改變。在中央市地下發動以五所研究所為頂點的人體鍊成陣，以「候補大總統」五人為代價，把艾力克兄弟和伊茲米捉到父親大人所在。
最後因為無法脅迫馬斯坦古進行人體鍊成，被普萊特用作人體鍊成的材料，以強制馬斯丹打開真理之門。

### 斯卡之兄
為救已斷右臂失血過多的斯卡，移植自己的右臂給他，自己亦因此犧牲。
原作漫畫
要把鍊金術當成讓人們獲得幸福的技術，別樹一幟鑽研鍊金術及新國的鍊丹術，發現兩者型態不同，同時發現國土鍊成陣的秘密。於是將兩者結合加以活用並在雙手紋上刺青，右手是分解、左手是再構築，代表鍊金術基礎的理解、分解與再構築；並把結合東西方技術以及逆轉鍊成陣的心得寫成筆記，在逃難時交給斯卡保管。伊修瓦爾殲滅戰中全家遭金普利攻擊，雖倖存下來卻發現斯卡右臂已斷、血流不止，於是以左手再構築的方式，移植右臂至斯卡身上。
動畫版第1作
- 配音－水島裕（日）劉昭文（港）

為把死去的戀人復活，不惜違反教義研究「偉大之術」，進行人體鍊成而被驅逐。在外學得製造賢者之石的方法，內亂爆發後回到伊修瓦爾，想利用賢者之石來挽救危機；全身紋上刺青以吸收死去族人的怨靈，卻在即將完成時放棄。逃難時斯卡被金普利攻擊而失去右臂，又遭古蘭無差別砲擊；因本身右臂為未完成的賢者之石，於是將之移植至斯卡身上，氣絕而亡。
動畫版第2作
- 配音－子安武人（日）劉傑（台）

同原作。

## 動畫原創人物

### 第1作（登場話數）

#### 但丁(ダンテ)
霍恩海姆400年前相戀的對象，本人亦為伊茲米的師傅。與霍恩海姆一樣，從400年前轉移身體變得長壽，並希望藉此永保青春美麗。但和霍恩海姆一樣，在靈魂轉移過程中由於靈魂的劣化，逐漸失去抵抗肉體腐壞的能力。到處選取人體鍊成失敗產生的軀體，餵服血紅之石成為人造人，並答應以賢者之石轉化他們為人，使他們為她效勞。在賀恩漢失踪後無法獨自鍊成賢者之石，但進行靈魂轉移需要賢者之石的力量，而賢者之石是鍊金術師以自身為仲介，用大量活人生命鍊成，因此她透過人造人的活動暗中控制人類社會，藉由發動戰爭使人們陷入絕望而追尋賢者之石的力量，並隱藏鍊成賢者之石的真正意圖，引導尋求者完成製作，再把它據為己有。
為伊茲米·卡迪斯的老師的時候是老太婆的身體，表面上定居在達布里斯森林深處中與世隔絕。在格利特襲擾森林居所時，設計消去其再生能力，並把靈魂轉移到萊拉的身體裡，使愛德誤會但丁被殺而在決戰中殺死格利特。之後以萊拉身分引誘斯卡和愛德合作，在利奧爾把艾爾鍊成賢者之石。由於萊拉肉體加速惡化，帶著羅賽母子匿藏在真正的據點——中央市的地下都市中，希望得到賢者之石後再次轉移靈魂到羅賽身體中。
透過羅賽兒子身上的鍊成陣，先後把賀恩漢和愛德趕到「門」的另一邊，並利用「門」奪去拉斯的右臂和左腿，使他無法使用鍊金術；同時消去桂杜尼的感情並命他吃掉艾爾，以鍊成賢者之石。在愛德被恩維殺掉後，因為艾爾發動全身賢者之石力量復活兄長，使但丁計劃失敗。最後在回到地面企圖再造賢者之石途中，被失控的桂杜尼追上襲擊，在升降機內消失。

#### 可洛潔（4）
女扮男裝追查殺姊兇手的小女孩，幾乎被馬吉哈魯取去靈魂固定在人偶上。

#### 馬吉哈魯（4）
曾與霍恩海姆通信的鍊金術師。以為愛人卡琳已死，奪取女孩靈魂固定於模仿卡琳的人偶；與愛德打鬥中被落下的劍刺死。至死都無法接受卡琳未死且老去的事實。

#### 卡琳（4）
馬吉哈魯的愛人，成功培育出藍玫瑰，約二十年前在山路途中發生馬車翻落意外未死，直到最近才恢復記憶回到村裏，但遲遲不敢向馬吉哈魯坦白，只以化名「蕾琵」經常接近他。

#### 萊拉（9, 32）
- 配音－嘉數由美（日）朱妙蘭（港）林美秀（台）

能利用鍊墜的鍊成陣壓縮和液化四周氣體，再迅速氣化產生衝擊對付敵人。為了成為國家鍊金術師，幫助尤基欺壓尤斯威爾礦工，結果被愛德華打敗，與尤基一起被趕走；後來又為了同一原因成為但丁的弟子，卻被但丁佔據身體而夢想破滅。

#### 怪盜賽倫（10）
- 配音－白石美帆（日）

為挽救觀光勝地「水之都－阿庫羅亞」，不惜預告犯案以提高當地知名度的怪盜鍊金術師。平時以「庫菈菈」為名掩護，真實身份不明。除了以撲克牌作武器外，胸口的鍊成陣能把水塑造成不同形態代替手甚至武器，也可以把植物鍊成藥物。追捕之刑警明顯致敬魯邦三世的錢形警官。

#### 馬古瓦爾（11, 12）
取材自漫畫小說《鋼之鍊金術師（1） 砂礫的大地》人物。傑諾塔姆的大地主，在不知情下被拉斯多唆使大量生產人造人維持生命所需的「血紅之石」，並以鍊製賢者之石回復黃金產量獲得居民支持，藉以牟利。為此不惜殺死不願合作的納修·托林卡姆。最後與愛德激戰時引發紅水洞穴崩塌並被活埋。

#### 納修·托林卡姆（12）
取材自漫畫小說《鋼之鍊金術師（1） 砂礫的大地》人物。專精「紅水」研究的鍊金術師，製出類似賢者之石的血紅之石，但因對人有害而心灰意冷，捨棄一切離開中央市回到傑諾塔姆，禁不起馬古瓦爾請求、繼續研究精製血紅之石；其後不願再被利用而被滅口。其日記透露了第五研究所底下的巨大人體實驗場，以及通往地下都市的入口。

#### 托林卡姆兄弟（11, 12, 48, 49）
取材自漫畫小說《鋼之鍊金術師（1） 砂礫的大地》人物。納修之子，兄弟分別名叫拉瑟爾和弗雷查，擅長改變樹木形態的鍊成。被馬古瓦爾利用，假冒愛力克兄弟繼續研究血紅之石，被識破身分後遭禁錮。二人被艾力克兄弟救出後，一起逃出崩塌的紅水洞穴，並與愛德合力阻截坑洞湧出的紅水。之後兄弟留在市鎮幫助父親好友貝爾席歐打理果園。
在動畫末段，兄弟為了把父親在中央時寫下的日記交給愛德前往中央市；因拉瑟爾再次假冒愛德，與弟弟同遭關押。二人被處決前為羅斯及普罗修所救，在中央司令部協助掩護伊茲米和愛德；之後在中央市舊城區廢棄教堂內，向愛德解釋日記內容。

#### 貝爾席歐（11, 12）
取材自漫畫小說《鋼之鍊金術師（1） 砂礫的大地》人物。傑諾塔姆當地居民，為納修好友，關心鄰家小女孩艾莉莎的身體狀況；並告訴艾力克兄弟納修父子和紅水的來歷，以及馬爾哥醫生運用賢者之石的事跡。後收留托林卡姆兄弟一起經營果園。

#### 路瓊（35）
為治療怪病「化石病」（實為人造人故意散播的疾病）而研究鍊金術的醫生。對怪病束手無策的情景勾起拉斯多對斯卡之兄的片斷記憶，使拉斯多送他「賢者之石」（實為血紅之石）增強力量，暫時治好村民和未婚妻麗比雅的病，事後卻因為愛上拉斯多而悔婚。後來血紅之石力量消退使村中怪病再度流行，在尋找賢者之石時重遇拉斯多；再獲血紅之石治癒村民後，拉斯多因其愛意又勾起片斷記憶，不堪煩擾而殺死他，死後屍身亦出現石化，全村村民亦隨著血紅之石力量消失而石化身亡。

#### 麗比雅（35）
路瓊的未婚妻，過去曾同樣患化石病得路瓊所救，雖然遭悔婚仍一心愛著他。因為路瓊出走找尋賢者之石而離開村莊找他，途中遇上流氓被愛德所救，愛德等人因為聽到路瓊的故事而隨她回村。路瓊被殺後，失去血紅之石力量壓制，一夕之間化石病在全村爆發，回到村裏發現路瓊屍體的麗比雅也不能倖免。

### 第2作（登場話數）

#### 旁白
Narrator
- 配音－家弓家正（日）吳文民（台）陳欣（港）

在每一集開頭擔任前情提要並在每一集結尾擔任下集預告的人。

#### 艾薩克·馬可度加魯（1, 30）
- 配音－山寺宏一（日）林谷珍（台）

前國家鍊金術師「冰之鍊金術師」，在伊修瓦爾內亂時知道真相憤而叛逃，並從事反軍方的活動；想把中央市冰凍化，但被馬斯坦古上校、阿姆斯壯少校和愛力克兄弟阻止，最後被大總統布拉德雷格斬殺。

## 小說人物

### 砂礫之大地
托林卡姆兄弟

## 譯名對照及名字来源
以英文名字排序。
注：中華人民共和國未引进发行动画第1作，因而动画原创人物译名則無。
| 日文 | 英文                 | 台譯                 | 陆译                 | 港譯               | 備註                       |
| ---- | -------------------- | -------------------- | -------------------- | ------------------ | -------------------------- |
|      | Alex Louis Armstrong | 亞力士·路易·阿姆斯壯 | 亞力士·路易·阿姆斯壯 | 阿力士·路易·岩士唐 |                            |
|      | Alphonse Elric       | 阿爾馮斯·愛力克      | 阿爾馮斯·愛力克      | 艾爾凡斯·艾力克    |                            |
|      | Basque Grand         | 巴斯古·古蘭          | 巴斯古·古蘭          | 巴斯克·格蘭        |                            |
|      | Buccaneer            | 帕卡尼亞             | 帕卡尼亞             | 伯嘉尼亞           |                            |
|      | Dante                | 但丁                 | N/A                  | 但丁               | 動畫第1作原創角色          |
|      | Edward Elric         | 愛德華·愛力克        | 愛德華·愛力克        | 愛德華·艾力克      |                            |
|      | Elicia Hughes        | 愛莉希亞·休斯        | 愛莉希亞·休斯        | 艾麗莎·修茲        |                            |
|      | Envy                 | 恩維                 | 恩維                 | 安比               | 意思為天主教七宗罪中的妒忌 |
|      | Frank Archer         | 法蘭克·亞伽          | N/A                  | 富蘭克·阿齊        |                            |
|      | Glacier Hughes       | 葛蕾希亞·休斯        | 葛蕾希亞·休斯        | 格蕾莎·修茲        |                            |
|      | Gluttony             | 庫拉多尼             | 庫拉多尼             | 桂杜尼             | 意思為天主教七宗罪中的貪食 |
|      | Greed                | 古利德               | 古利德               | 格利特             | 意思為天主教七宗罪中的贪婪 |
|      | Izumi Curtis         | 伊茲米·卡迪斯        | 伊茲米·卡迪斯        | ·卡迪斯            |                            |
|      | Jean Havoc           | 約翰·哈博克          | 約翰·哈博克          | 約翰·夏卜          |                            |
|      | King Bradley         | 金格·布拉德雷        | 金格·布拉德雷        | 肯格・布拉多萊     |                            |
|      | Lin Yao              | 姚麟                 | 姚麟                 | 姚林               |                            |
|      | Lust                 | 拉斯多               | 拉斯多               | 賴斯黛             | 意思為天主教七宗罪中的色欲 |
|      | Lyra                 | 萊拉                 | N/A                  | 麗娜 / 拉娜        | 動畫第1作原創角色          |
|      | Maes Hughes          | 馬斯·休斯            | 馬斯·休斯            | 馬斯·修茲          |                            |
|      | Maria Ross           | 瑪麗亞·羅斯          | 瑪麗亞·羅斯          | 瑪利亞·羅斯        |                            |
|      | May Chang            | 張梅                 | 張梅                 | 張梅               |                            |
|      | Miles                | 邁爾斯               | 邁爾斯               | 邁爾茲             |                            |
|      | Pinako Rockbell      | 比拿可·洛克貝爾      | 比拿可·洛克貝爾      | 皮納高·諾貝爾      |                            |
|      | Pride                | 普萊德               | 普萊德               | 派拉特             | 意思為天主教七宗罪中的傲慢 |
|      | Riza Hawkeye         | 莉莎·霍克愛          | 莉莎·霍克愛          | 莉莎·褔艾          |                            |
|      | Rosé Thomas          | 羅賽                 | 羅賽                 | 羅莎               |                            |
|      | Roy Mustang          | 羅伊·馬斯坦古        | 羅伊·馬斯坦古        | ·馬斯丹            |                            |
|      | Scar                 | 斯卡（傷痕男）       | 伤疤男（斯卡）       | 斯卡（傷疤人）     |                            |
|      | Shou Tucker          | 修·塔克              | 修·塔克              | 修·塔卡            |                            |
|      | Sloth                | 斯洛烏斯             | 斯洛烏斯             | 斯洛司             | 意思為天主教七宗罪中的懒惰 |
|      | Trisha Elric         | 朵莉夏·愛力克        | 朵莉夏·愛力克        | 特蕾莎·艾力克      |                            |
|      | Van Hohenheim        | ·霍恩海姆            | ·霍恩海姆            | ·賀恩漢            |                            |
|      | Winry Rockbell       | 溫莉·洛克貝爾        | 溫莉·洛克貝爾        | 雲尼·諾貝爾        |                            |
|      | Wrath                | 拉斯                 | 拉斯                 | 拉斯               | 意思為天主教七宗罪中的暴怒 |
|      | Solf J. Kimblee      | 佐爾夫·J·金普利      | 佐鲁夫·J·金普利      | 索魯夫·J·金布里    |                            |

## 備註
1. ↑  一開始「燒瓶裡的小人」想為霍恩海姆取的名字「迪奧弗拉斯托斯·波姆巴斯托斯」，則源自帕拉塞爾蘇斯的部分本名Theophrastus Bombastus。
2. ↑  劇中並沒有明確指出馬斯坦古和霍克愛結婚，但是一位參與鋼鍊原畫的畫師太太曾貼出過一張圖明確表示最終結婚的不只愛德華與溫莉，還有馬斯坦古與霍克愛[1]。
3. ↑  劇中並沒有明確指出馬斯坦古和霍克愛結婚，但是一位參與鋼鍊原畫的畫師太太曾貼出過一張圖明確表示最終結婚的不只愛德華與溫莉，還有馬斯坦古與霍克愛[2]。
4. ↑  漫畫是二人讀到報導羅斯揹上殺死休斯黑鍋的報紙新聞才得知；動畫則是二人回到中央司令部遇到羅斯說溜了嘴。
5. ↑  首度出現時的英語寫法是「Xing」，英語版漫畫也採用了這一寫法；但《荒川弘畫集 FULLMETAL ALCHEMIST 2》中曾經出現「Shing」的寫法。
6. ↑  漫畫及動畫第2作中「我得到賢者之石」這七個字是用繁體中文寫的。
7. ↑  原作漫畫、動畫版第2作人造人產生依序為：普萊德、拉斯多、古利德（前代）、恩維、斯洛烏斯、庫拉多尼、拉斯、古利德（更新）
8. ↑  動畫版第1作人造人產生，合理推斷依序為：恩維、庫拉多尼、古利德、拉斯多（前代）、普萊德、拉斯多（更新）、斯洛思、拉斯
9. ↑  小說台譯同港譯「馬格瓦爾」，跟人造人無關。
10. ↑  譯為「傑諾泰姆」。
11. ↑  小說台譯「納胥·特林卡姆」。
12. ↑  原文，實為「生命之水」，原材料不明，對人無害，目的在促進植物的成長；蒸餾殘留物有類似賢者之石的性質。
13. ↑  小說中因為不明原因逃回鎮上；以製造賢者之石為交換條件、進行生命之水的研究，因做不出成果又刻意留一手，被教訓過重致死。
14. ↑  小說台譯「佛萊契」。
15. ↑  小說中以製造賢者之石為由，繼續研究剩下不多的生命之水，想讓鎮上恢復綠意盎然，結果仍然失敗。
16. ↑  小說譯為「貝爾西歐」，不認識納胥、也沒收留特林卡姆兄弟。
17. ↑  小說譯為「愛莉莎」，身體無恙。
18. ↑   註: